# Suwalszczyzna
Zasugerowano, aby ten artykuł podzielić na różne artykuły.

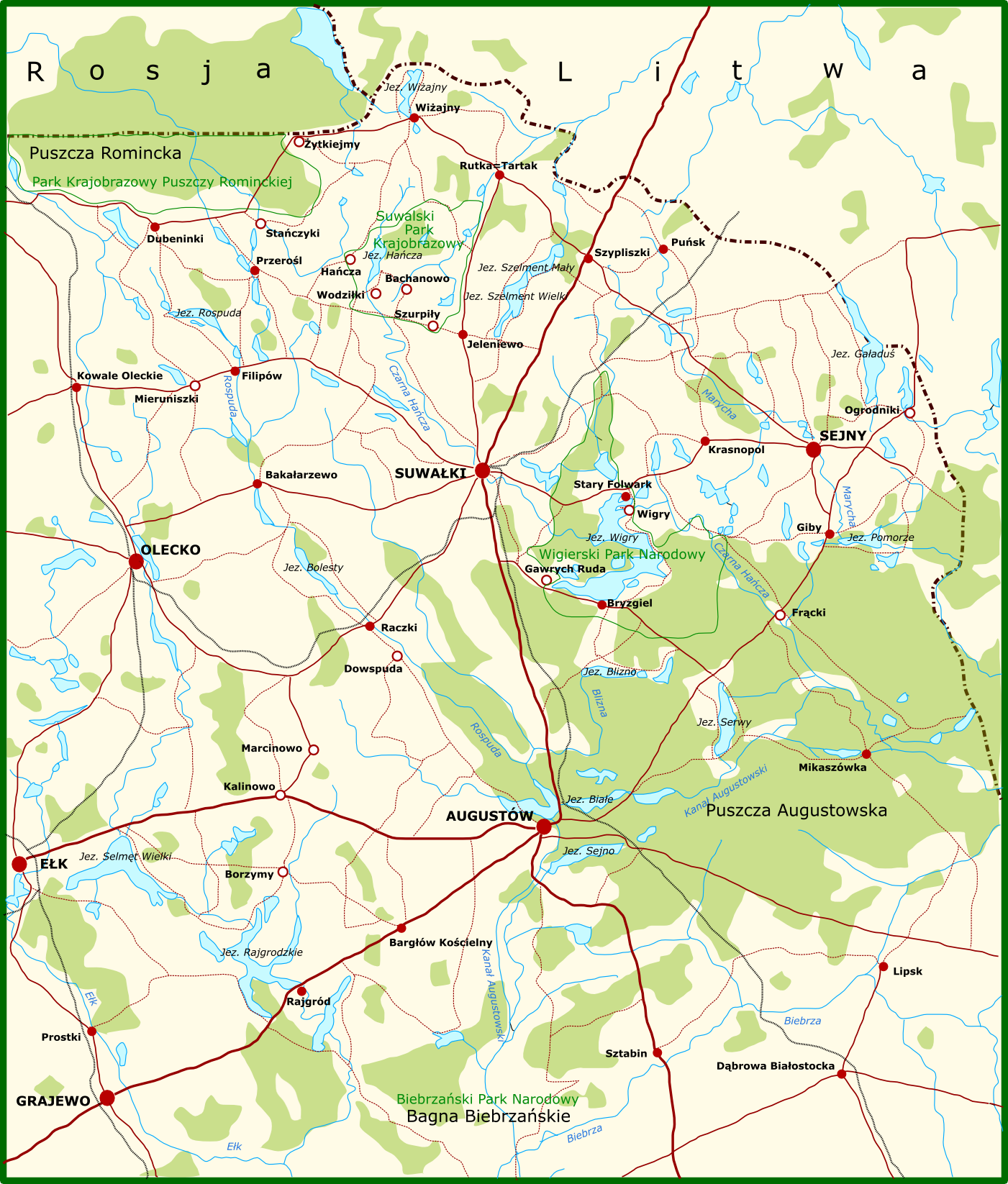
Mapa polskiej Suwalszczyzny

Suwalszczyzna (łac. Sudovia, lit. Suvalkija, ros. Сувалкщина, niem. Sudauen) – polsko-litewska kraina historyczna z centrum w Suwałkach i o zmiennym zasięgu terytorialnym.

## Uzus i denotacja geograficzna terminu

### Dawna Rzeczpospolita i okres zaborów

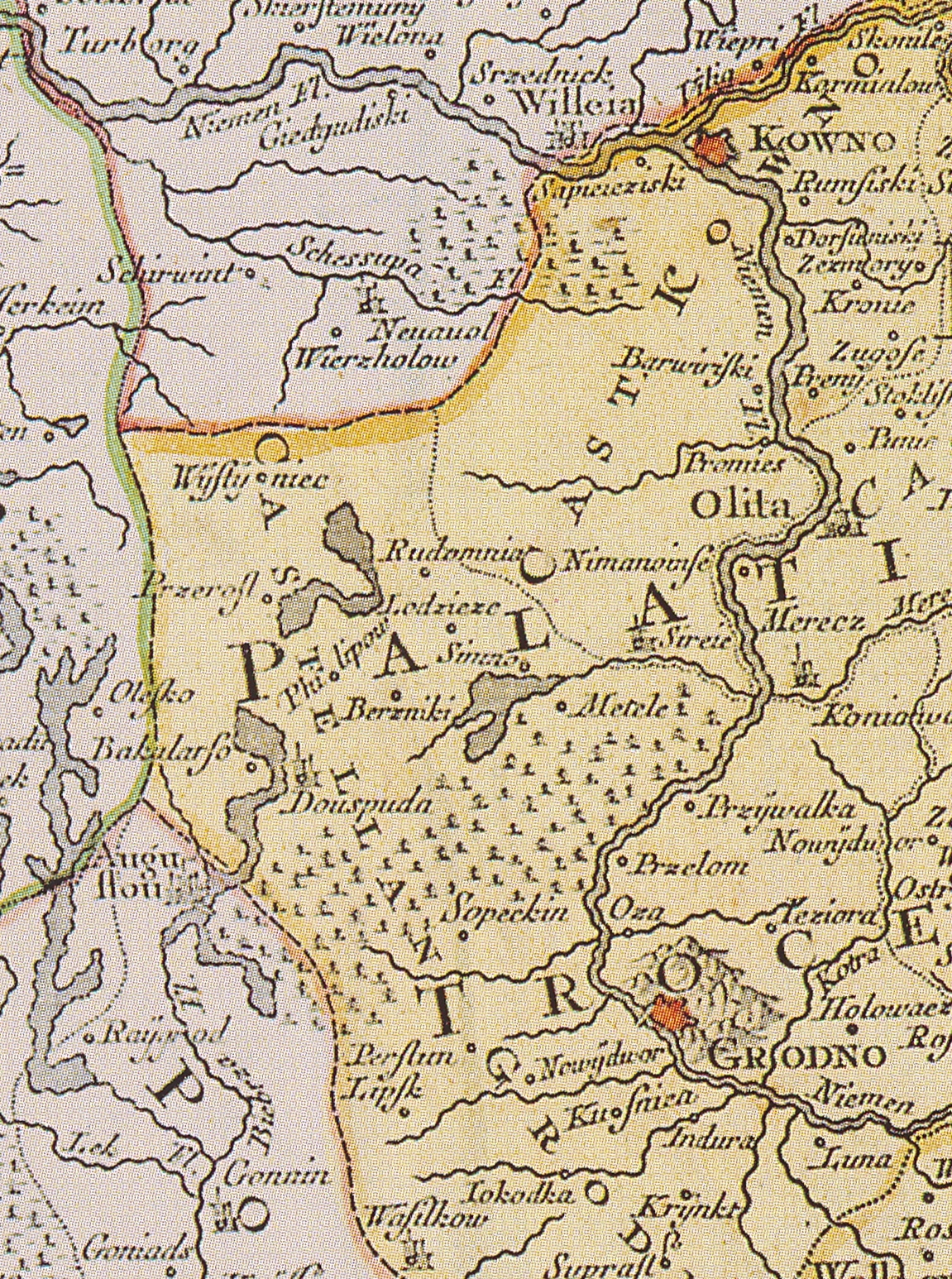
na mapie z 1780

Do końca XIX wieku termin „Suwalszczyzna” nie istniał ani w języku polskim, ani w żadnym innym. Pod względem administracyjnym w Wielkim Księstwie Litewskim I Rzeczypospolitej tereny między środkowym Niemnem a Prusami należały w niewielkiej części do Księstwa Żmudzkiego, a w zdecydowanej większości do województwa trockiego; te ostatnie podzielone były między powiaty grodzieński (zdecydowana większość), trocki i (w bardzo niewielkiej części) kowieński. Suwałki, które uzyskały status miejski dopiero w początkach wieku XVIII, aż do rozbiorów pozostawały niewielką miejscowością w powiecie grodzieńskim i nie pojawiały się nawet na mapach, choć zaznaczano na nich np. sąsiednie Dowspudę, Sejny, czy Sopoćkinie. Po III rozbiorze Polski w 1795 roku teren ten przejściowo włączono do Prus w ramach Kammerdepartment Bialystok, jednostki będącej z kolei częścią nowo utworzonej prowincji Neuostpreußen; tereny na zachód od środkowego Niemna znalazły się w powiatach (Kreis) Wigry, Kalwaria i Mariampol. Po utworzeniu Księstwa Warszawskiego w 1807 roku obszar znalazł się w departamencie łomżyńskim, podzielony między powiaty Wigry (z siedzibą w Sejnach), Kalwaria i Mariampol. Po wejściu w skład Imperium Rosyjskiego od roku 1815 teren stał się częścią stanowiącego Królestwo Polskie województwa augustowskiego; dzieliło się ono na obwody (od północy) Mariampol, Kalwaria, Sejny, Augustów i Łomża. W roku 1837 województwo przemianowano na gubernię augustowską; utrzymano również podział na 5 istniejących wcześniej jednostek administracyjnych niższego rzędu. W roku 1867 stworzono gubernię suwalską (ros. Сувалкская губерния), dzielącą się na powiaty (ujezd) Augustów, Suwałki, Sejny, Mariampol, Władysławów, Kalwaria i Wyłkowyszki.

### Początki XX wieku

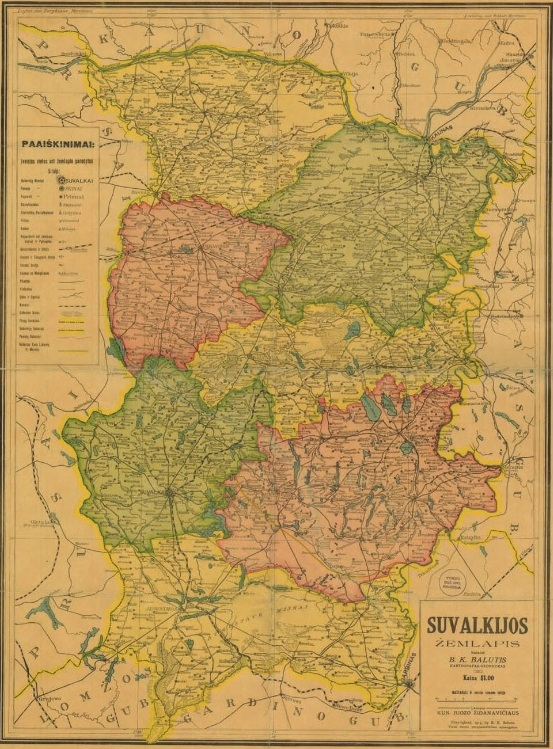
Suvalkijos žemlapis

Na przełomie XIX i XX wieku w języku polskim termin „Suwalszczyzna” nie funkcjonował; jeszcze Oskar Kolberg zaliczył Suwałki i okolice do „Augustowskiego”. W druku termin zaczął się pojawiać (rzadko jako „Suwałszczyzna”) we wczesnych latach XX wieku. Pierwsza zidentyfikowana wzmianka w prasie polskiej pochodzi z roku 1902 i ma niejasną denotację geograficzną, sugerującą jednak najbliższe rejony Suwałk; niejednokrotnie i potem o „Suwalszczyźnie” pisano w tym właśnie znaczeniu. Jednak w podobnym okresie mianem „Suwalszczyzna” zaczęto też określać teren całej guberni suwalskiej i oba terminy stosować zamiennie. W takim znaczeniu używał go np. Karol Hoffman w broszurze Nieznane zakątki kraju. Suwalszczyzna (1908), Ludwik Krzywicki w artykule Charakterystyka fizyczna ludności ziem polskich i dzielnic ościennych (1912) czy Włodzimierz Wakar w książce Rozwój terytorialny narodowości polskiej (1917). W języku litewskim termin „Suvalkija” pojawił się w druku w podobnym czasie; pierwsza mapa obszaru wyodrębnionego w ten sposób została opublikowana w Stanach Zjednoczonych przez litewskiego kartografa i działacza Broniusa Kazysa Balutisa jako Suvalkijos žemlapis (pol. Mapa Suwalszczyzny) w roku 1915; pokrywała się ona z obszarem guberni suwalskiej i była potem wykorzystywana przez stronę litewską w negocjacjach międzynarodowych. Na tak rozumianej Suwalszczyźnie znalazła się np. Aleksota, ówcześnie przedmieście, a dziś część Kowna.

### Okres międzywojenny

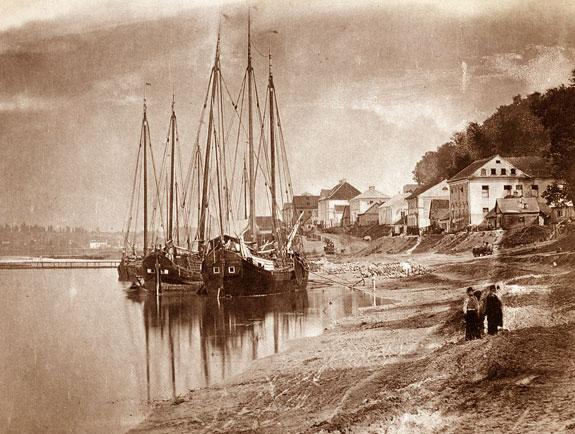
Aleksota

W okresie międzywojennym w literaturze polskiej użycie terminu coraz bardziej ograniczało się do części byłej guberni suwalskiej, która znalazła się w Polsce. Jednak niektóre publikacje – np. te o charakterze turystycznym, jak broszura Wacława Świątkowskiego – rozciągały denotację geograficzną terminu także na obszar znajdujący się w Republice Litewskiej.
W literaturze litewskiej w zakresie uzusu pojawił się silny dualizm. Z jednej strony, w publicystyce ujawniła się wyraźna tendencja by używając terminu „Suvalkija” (pol. Suwalszczyzna) podkreślić łączność całych ziem dawnej guberni suwalskiej i w ten sposób zwrócić uwagę na oderwanie Suwałk, Sejn czy Puńska od etnicznej Litwy. Także część miejscowych przyswoiła sobie termin; w latach 30. w litewskim Mariampolu (w północnej części dawnej guberni suwalskiej) wychodził tygodnik Suvalkietis (pol. Suwałczanin). Wreszcie, w dialektologii i etnografii pojawiła się tendencja, by obok Żmudzi i Auksztoty uważać Suwalszczyznę za jeden z 3 tradycyjnych litewskich regionów etnokulturowych; w tym ujęciu jej granice rozciągano również na tereny na prawym brzegu Niemna. Z drugiej strony, niektórzy litewscy językoznawcy krytykowali termin „Suvalkija” jako niegramatyczny, a do tego jako sztuczny derywat logiczny będący pozostałością rosyjskich podziałów administracyjnych. Zamiast niego, proponowano termin „Sūduva” (pol. Sudowia, również Jaćwież), odwołujący się do dawnej prehistorycznej nazwy rejonu, bądź „Užnemunė” (pol. Zaniemnie), powstałe po zaborach określenie o niejasnym zasięgu terytorialnym, wskazujące na litewskie tereny na zachód od Niemna. Litewskie mapy zasadniczo nie używały pojęcia „Suvalkija”.

### Okres powojenny
W latach powojennych w języku polskim terminu „Suwalszczyzna” używano praktycznie wyłącznie na określenie znajdujących się w Polsce terenów otaczających Suwałki, choć ich zasięg był zmienny. W okresie późnego PRL niekiedy termin funkcjonował zamiennie z terminem „województwo suwalskie”, a jego zasięg terytorialny rozszerzano nie tylko na Augustów i okolice, ale również na teren Wielkich Jezior Mazurskich. Jednocześnie jednak nazwy używano jedynie w odniesieniu do bliższych okolic Suwałk. Obecnie w uzusie publicznym denotacja ograniczona jest w zasadzie do powiatu suwalskiego, choć w specyficznych przypadkach (np. w dialektologii) do „Suwalszczyzny” włącza się również obszar powiatu augustowskiego. Niektóre publikacje turystyczne czy historyczne mówią o Suwalszczyźnie (lub „Suwalszczyźnie północnej”) również w odniesieniu do terenów znajdujących się obecnie w Republice Litewskiej. W specjalistycznym dyskursie historycznym niekiedy termin stosowany jest na określenie guberni suwalskiej. W niszowych publikacjach używa się terminu „Suwalszczyzna Sopoćkińska”, oznaczającego niewielką część dawnej guberni suwalskiej, znajdującą się obecnie na Białorusi.
Na Litwie radzieckiej terminu „Suvalkija” używano w różnych znaczeniach. Najpopularniejsza była denotacja historyczna, wskazująca na litewskie ziemie dawnej guberni suwalskiej, choć niekiedy nazwę stosowano w odniesieniu do współczesności, np. do znajdujących się w Litewskiej Socjalistycznej Republice Radzieckiej terenów na południowy zachód od Niemna czy do rejonu wokół Suwałk w PRL. Jednak termin „Suvalkija” zrobił największą karierę w dialektologii i etnografii litewskiej, w której z pewnymi modyfikacjami używano go kontynuując wcześniejsze wątki przedwojenne. Obok Żmudzi, Auksztoty i Dzukii określano go i określa się nadal jako jeden z 4 historycznych regionów etnokulturowych (w niektórych wersjach obok Małej Litwy jako jeden z 5 regionów), przez stulecia zachowujących własne odrębności tak dialektologiczne jak zwyczajowe (np. jeśli chodzi o stroje ludowe czy budownictwo drewniane). Co więcej, zdaniem niektórych badaczy, dialekt określany jako suwalski stanowił podstawę dla wykształcenia się literackiego języka litewskiego. W środowiskach emigracji litewskiej pojawiła się tendencja, by kwestionując łączność ziem dawnej guberni suwalskiej teren ten dzielić między dwa regiony: Dzukija (obejmująca południową Suwalszczyznę, łącznie z Suwałkami) oraz Zanavykija (obejmująca północną Suwalszczyznę, z Mariampolem).

### Współcześnie

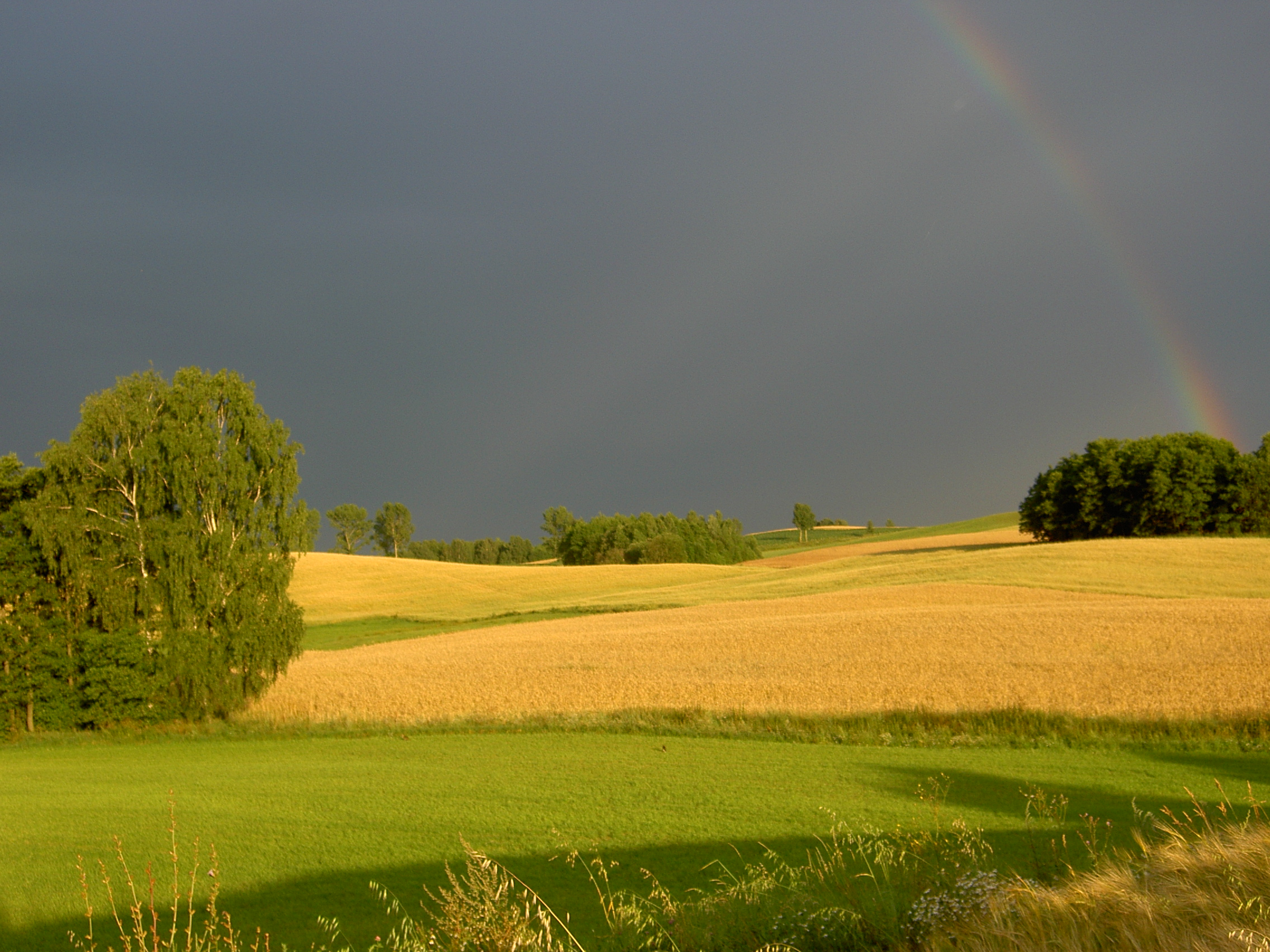
okolice Puńska

W ciągu ostatnich dziesięcioleci tak w nauce jak w publicystyce litewskiej pojawiła się tendencja do zastępowania terminu „Suvalkija” określeniem „Sūduva” bądź do używania obu terminów równolegle; podobnie jak w okresie międzywojennym, nazwa „Suvalkija” piętnowana jest jako ufundowana na dawnych rosyjskich strukturach administracyjnych bądź wręcz jako narzędzie polonizacji. Geograficznie denotacja nie zmieniła się i dotyczy ziem między środkowym Niemnem a obwodem królewieckim, chociaż rzadko można spotkać również inne propozycje: wg jednej z nich „Sūduva” i „Suvalkija” nie oznaczają tego samego rejonu, ale „Sūduva” (teren wokół miasta Łoździeje) to jakoby południowa część obszaru znanego jako „Suvalkija”. W rozważaniach nad ewentualną reformą podziału administracyjnego Litwy niektórzy naukowcy postulują utworzenie 4 jednostek pierwszego rzędu, w tym jednego o nazwie Suvalkija; miałby się on składać z 4 powiatów.
Poza językami polskim i litewskim termin „Suwalszczyzna” w zasadzie nie funkcjonuje. W językach rosyjskim i białoruskim, oprócz powszechnie używanych w dyskursie historycznym odniesień do guberni suwalskiej (ros. „Сува́лкская губерния”, biał. „Сувалкаўская губерня”), określenie „Сувалкщина” pojawia się zupełnie wyjątkowo; podobnie unikatowe są derywowane terminy pokrewne, np. jako „Сувалкский край”. W niemieckim dominuje raczej nazwa „Sudauen”; określano tak np. ziemie funkcjonującego w II RP powiatu suwalskiego, które jako „Landkreis Sudauen” zostały w roku 1939 włączone do Prus Wschodnich. W innych językach termin pojawia się rzadko jako kalka językowa z litewskiego lub polskiego a jego denotacja może być bardzo różna; np. duńska autorka w napisanej po angielsku pracy używa wersji „Suvalkija” w odniesieniu do położonych na zachód od Niemna terenów Republiki Litewskiej, a za stolicę regionu uważa Mariampol. Również niektóre wydawane po angielsku publikacje litewskie określają jako „Suvalkija” teren „located to the south and west of the Nemunas River”, w znaczeniu tak współczesnym jak historycznym. Poświęcona Suwalszczyźnie konferencja naukowa z października 2020 roku w angielskim tytule używa terminu „Suvalkija”, w litewskim „Užnemunė”, a w polskim „Suwalszczyzna”. W nawiązaniu do Pokoju Melneńskiego i ku upamiętnieniu sześćsetnej rocznicy przyłączenia regionu do Litwy, rok 2022 ogłoszony został przez Sejm Litwy „Rokiem Sudowii” („Sūduvos metai”), bez jakichkolwiek odniesień do „Suwalszczyzny”.

### Kontrowersje

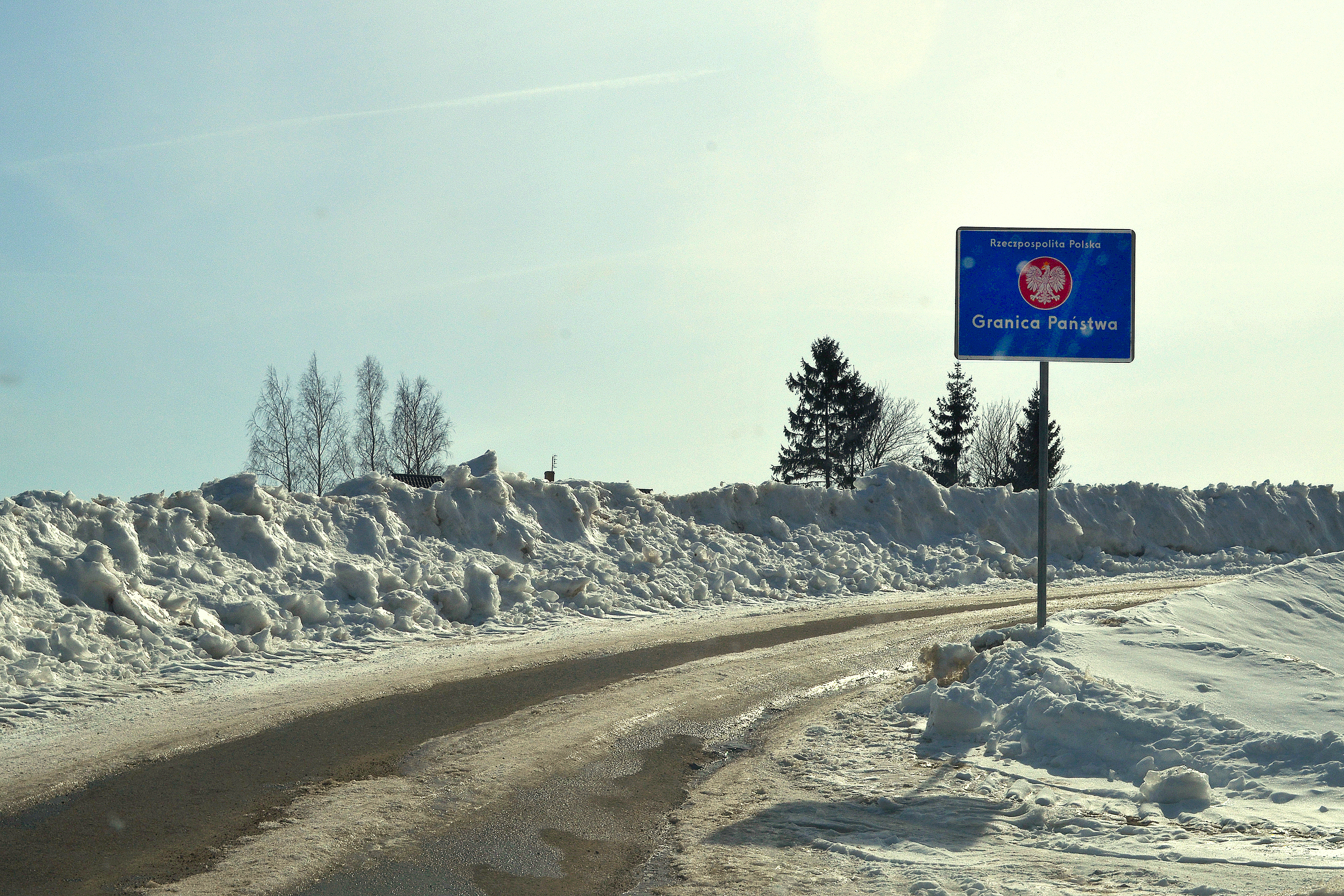
granica na Suwalszczyźnie

Kwestia czy Suwalszczyzna w jej szeroko rozumianych granicach nadal istnieje obecnie pozostaje dyskusyjna. Część mieszkańców Republiki Litewskiej, np. w okolicach Mariampola, nadal przyznaje się do suwalskiej tożsamości. Wychodzące tam w Związku Radzieckim pismo Naujasis kelias (pol. Nowe Drogi) w latach 90. XX wieku zmieniło nazwę na Suvalkietis, nawiązując w ten sposób do lokalnych tradycji międzywojennych, i pod tym tytułem wychodzi do dzisiaj; w rejonie działają również inne przedsiębiorstwa o tej samej nazwie. Suwałki i Mariampol są miastami partnerskimi, a niekiedy pojawiają się wspólne inicjatywy kulturalne, łączące mieszkańców z obu stron granicy. Termin przeniknął do literatury pięknej: pochodzący z Kalwarii Justinas Sajauskas zatytułował zbiór nowel o powojennych losach swojego regionu Suvalkijos geografija (2001), a tematykę tę kontynuował w kolejnym zbiorze Neužmirštami Suvalkijos vardai (2014). Naukowcy podtrzymują tezę o istnieniu odrębnego regionu, a nawet rozpatrują go w kategoriach wyjątkowości.
Inni twierdzą, że jako transgraniczna całość region (o ile kiedykolwiek istniał) w zasadzie się rozpadł, a jedynym istniejącym łącznikiem między polską Suwalszczyzną a litewską Suvalkija jest mniejszość litewska, zamieszkująca w Polsce. Oficjalny i współfinansowany przez odpowiednie samorządy projekt współpracy międzygranicznej Mariampol–Suwałki nie posługuje się terminem „Suwalszczyzna”. Współfinansowany przez rząd polski projekt „Dziedzictwo Suwalszczyzny” ogranicza się do terenów obecnego powiatu suwalskiego, a rekomendowane prace naukowe tereny położone na północ od granicy państwowej określają jako „południowo-zachodnia Litwa”. Wydawane komercyjnie w Polsce i na Litwie mapy turystyczne i drogowe, zatytułowane odpowiednio Suwalszczyzna oraz Suvalkija, obejmują tylko obszary znajdujące się w danych państwach.

## Położenie i obszar

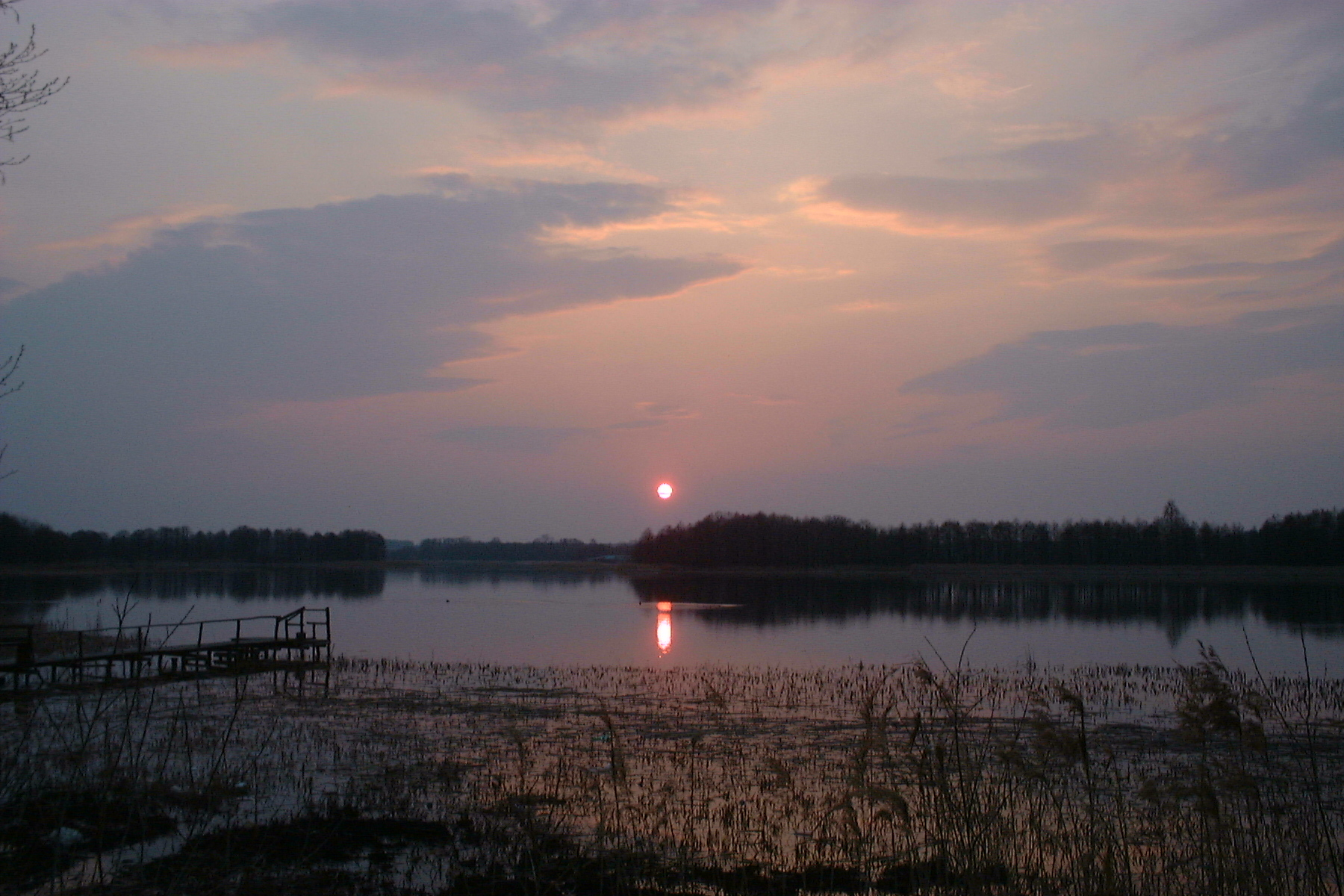
Zachód słońca nad jeziorem Wigry

W zasadzie granice Suwalszczyzny odpowiadają granicom utworzonej w 1867 r. guberni suwalskiej, bowiem wtedy zaczęto tę współczesną nazwę powszechnie stosować. Tak rozumiana Suwalszczyzna obejmuje swym zasięgiem tereny północno-wschodniej Polski (część województwa podlaskiego położona na północ od Biebrzy), znacznie większą część należącą do Republiki Litewskiej (na zachód i południe od Niemna) i najmniejszą część położoną na zachód od Niemna (do ujścia Łosośny i na odcinku około 6 km na zachód od tej rzeczki) znajdującą się na Białorusi (ponad 450 km² w rejonie Sopoćkiń, zob. Suwalszczyzna Sopoćkińska). Łącznie ta kraina historyczna obejmuje nieco ponad 12 000 km². W dużej mierze tak określony zasięg Suwalszczyzny pokrywa się z granicami dawnej Jaćwieży.
Suwalszczyzna jest krainą historyczną, nie jednostką podziału terytorialnego, można jednak wyznaczyć jej granice dość precyzyjnie, ponieważ pokrywają się z obecnymi lub dawnymi podziałami administracyjnymi, głównie z granicami państwowymi. Do Suwalszczyzny zaliczane są leżące w województwie podlaskim powiaty suwalski, sejneński i augustowski oraz miasto Suwałki. Na obszarze polskiej Suwalszczyzny, w granicach wymienionych jednostek administracyjnych, obejmującym 3886,86 km² (co stanowi 32% powierzchni całej historycznej Suwalszczyzny) zamieszkuje ok. 184,5 tys. mieszkańców (2010).

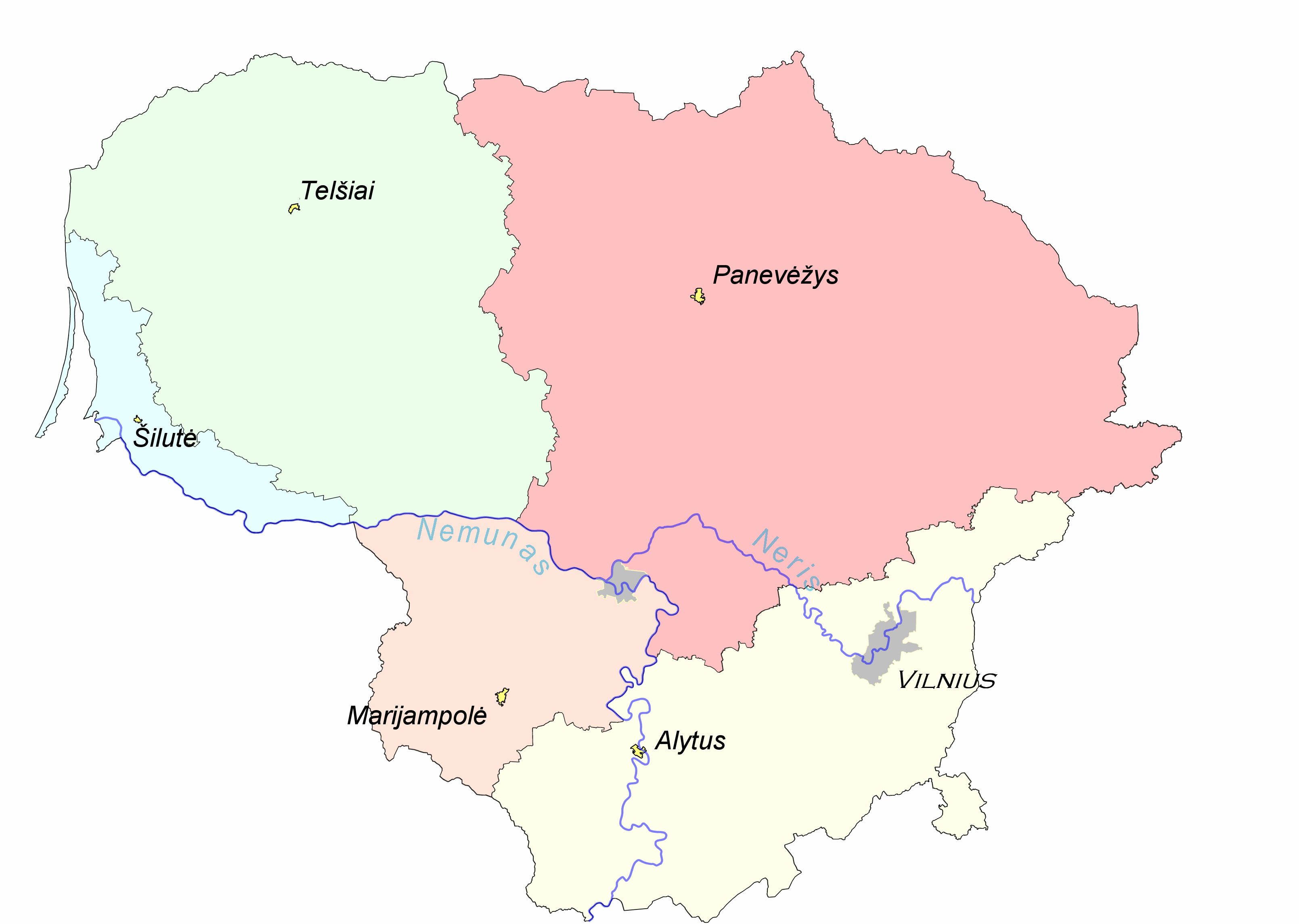
Suwalszczyzna na mapie etnograficznej Litwy (kolor pomarańczowy – obszar z miastem Marijampol,)

Głównym miastem polskiej Suwalszczyzny są Suwałki (jednocześnie największe miasto całej Suwalszczyzny i największe miasto we współczesnej Polsce na ziemiach, które w okresie od 1569 do 1795 r. w ramach Rzeczypospolitej Obojga Narodów wchodziły w skład Wielkiego Księstwa Litewskiego), litewskiej – Mariampol, a białoruskiej miejscowość Sopoćkinie (zamieszkana w blisko 100% przez Polaków). W granicach Suwalszczyzny leżą także lewobrzeżne dzielnice Kowna: Aleksota i Poniemoń.
Suwalszczyzna, jako litewski region etnograficzny, obejmuje mniejsze terytorium niż historyczna Suwalszczyzna. Poza jej obszarem znajdują się południowe obszary z Suwałkami oraz Olitą, zaliczaną do Dzukii.

### Suwalszczyzna a Mazury i Podlasie
Pomimo że współczesna polska Suwalszczyzna niemal w całości objęta jest granicami administracyjnymi województwa podlaskiego, to nie jest częścią historycznego Podlasia (z wyjątkiem południowo-zachodniej części powiatu augustowskiego, która do 1795 znajdowała się w przedrozbiorowym woj. podlaskim). Suwalszczyzna bywa też błędnie zaliczana do Mazur. Mazury jednak od średniowiecza do 1945 leżały w Prusach i Suwalszczyzna nie miała z nimi ani związków politycznych, ani etnicznych. Również pod względem geograficznym Suwalszczyzna nie należy do Pojezierza Mazurskiego, lecz w większości do Pojezierza Litewskiego. W skład Pojezierza Litewskiego na terenie Polski wchodzi też Puszcza Romincka, w związku z czym bywa łączona z Suwalszczyzną. Jednak, podobnie jak całe Mazury, region ten przed 1945 należał do Prus i nie miał związków z polską Suwalszczyzną.
Suwalszczyzna w Polsce na południowym zachodzie graniczy z północnym Podlasiem, na zachodzie z Mazurami, a na południu z Grodzieńszczyzną. Suwalszczyzna na Litwie graniczy na zachodzie z Małą Litwą (granica państwowa), a na północy i wschodzie przechodzi w Żmudź, Laudę, Auksztotę i Dzukię.

## Historia

### Najstarsze osadnictwo i I Rzeczpospolita

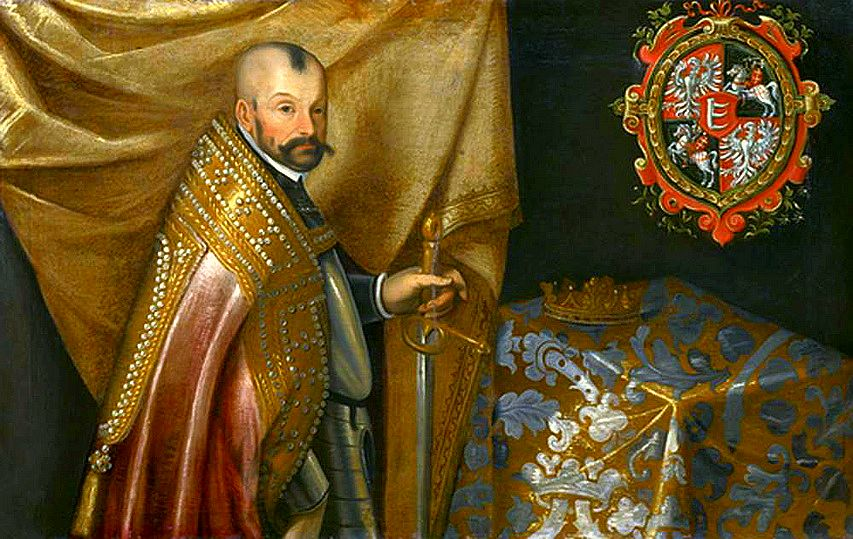
Król Polski Stefan Batory nadał prawa miejskie miejscowościom Przerośl, Lipsk i Olita.

Dzieje osadnictwa na Suwalszczyźnie po rozbiciu Jaćwingów opierały się na kilku zasadniczych elementach. Pierwszy z nich stanowiły wielkie dobra kościelne, zwłaszcza kamedułów znad Wigier, drugim był ważny dla Rzeczypospolitej szlak Warszawa – Wilno, trzecim powstałe od XVI w. miasta (Augustów, Bakałarzewo, Berżniki, Przerośl, Filipów, Raczki, Sejny, Suwałki itd.), w których rozwijały się gospodarka oraz handel, w dużej mierze dzięki osadnikom żydowskim.
W okresie I Rzeczypospolitej w latach 1569–1795 przez obszar dzisiejszej Suwalszczyzny przebiegała granica między Koroną Królestwa Polskiego a Wielkim Księstwem Litewskim. Większość Suwalszczyzny należała do województwa trockiego wchodzącego w skład Wielkiego Księstwa Litewskiego, zaś tereny na południe od rzeczki Kamienny Bród i jeziora Necko oraz na zachód od rzeki Netty (południowo-zachodnia część dzisiejszego pow. augustowskiego) – do woj. podlaskiego w Koronie. W czasach I RP prawa miejskie otrzymała większość dzisiejszych miast regionu: Lipsk, Olita, Wierzbołów, Łoździeje, Sejny, Preny, Simno, Władysławów, Wyłkowyszki, Suwałki, Szaki, Kalwaria i Mariampol. W czasie potopu szwedzkiego w 1655 zawiązano tu konfederację w Wierzbołowie przeciwko Szwedom i Januszowi Radziwiłłowi, a w obronie polskiego króla Jana II Kazimierza Wazy, natomiast w 1656 stoczona została tu bitwa pod Filipowem.

### W zaborze pruskim, Księstwie Warszawskim i Królestwie Polskim

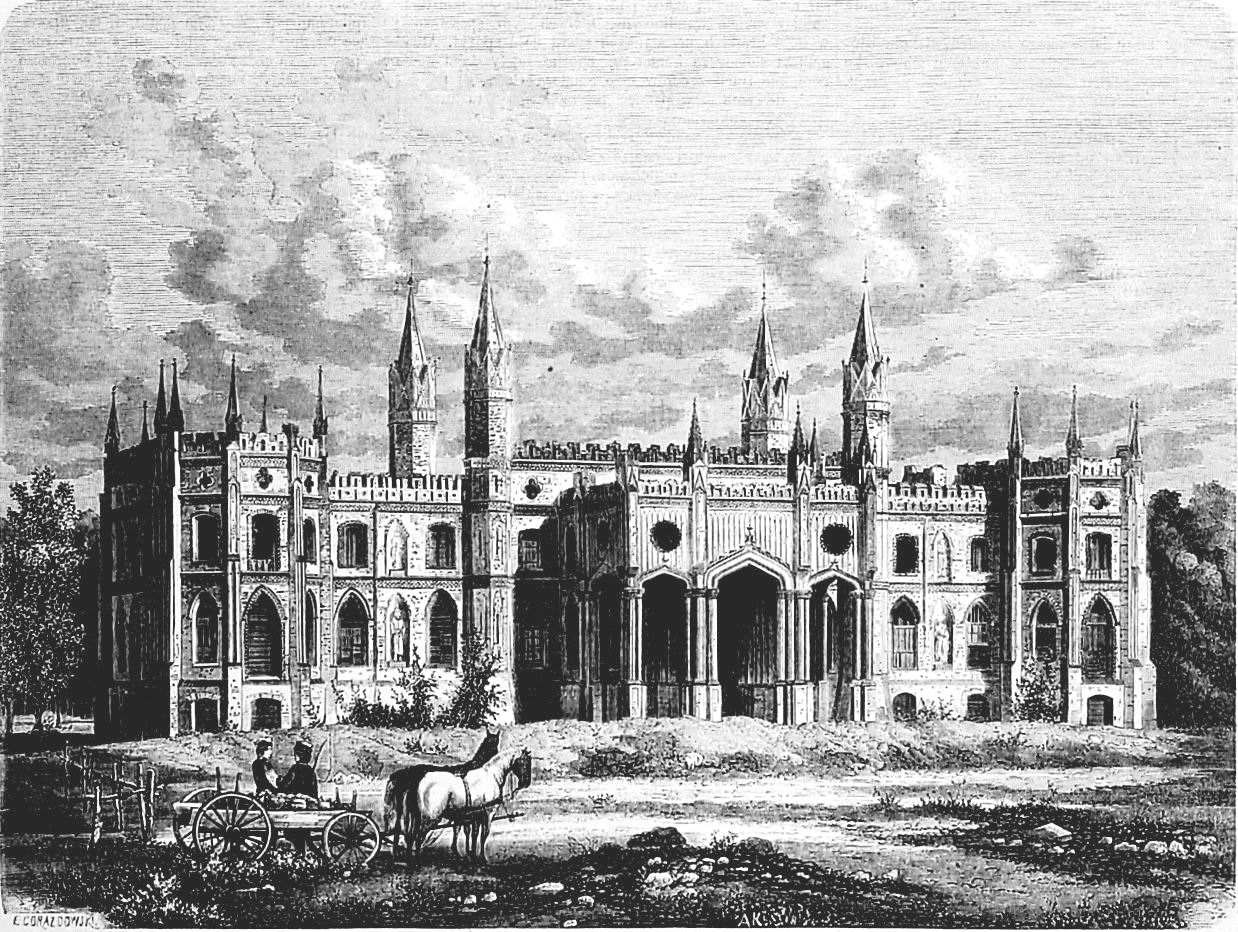
Dawny pałac Paca w Dowspudzie w XIX w.

W latach 1795–1807 Suwalszczyzna znalazła się w zaborze pruskim w prowincji Prusy Nowowschodnie (departament białostocki). W 1807 weszła w skład Księstwa Warszawskiego (departament łomżyński). W trakcie kampanii 1812 przechodziły przez nią wojska napoleońskie.

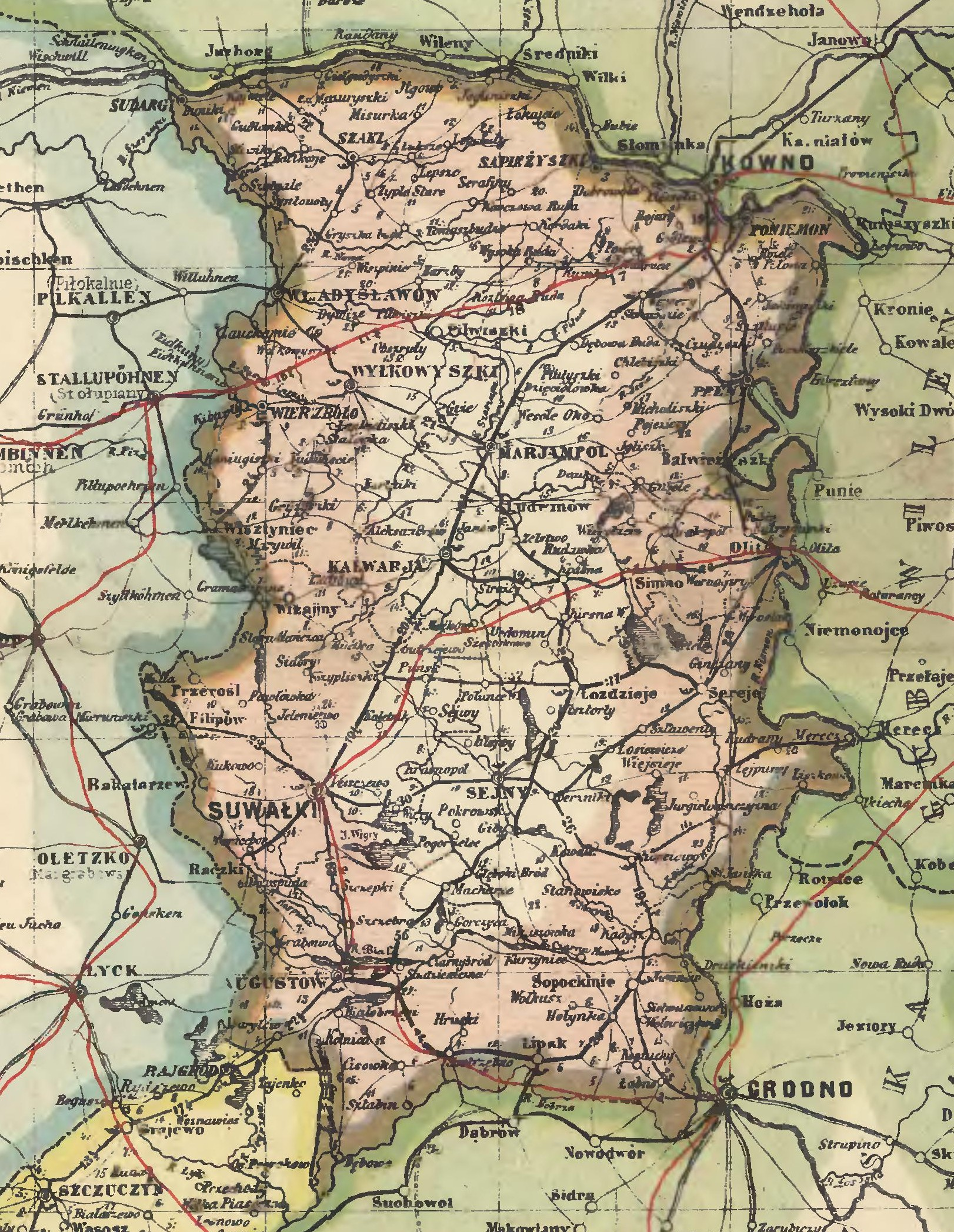
Gubernia suwalska w 1911

Od 1815 Suwalszczyzna stała się częścią Królestwa Polskiego – wraz z okolicami Łomży tworzyła województwo augustowskie ze stolicą w Suwałkach, przemianowane w 1837 na gubernię augustowską. W 1867 gubernię podzielono na dwie części – nowo utworzona gubernia suwalska, istniejąca do 1915, objęła tereny współczesnej Suwalszczyzny. W latach 1799–1818 obszar Suwalszczyzny należał do diecezji wigierskiej, zaś w latach 1818–1925 do diecezji augustowskiej (sejneńskiej) z siedzibą w Sejnach, pokrywającej się z obszarem woj. augustowskiego. W latach 1824–1839 zbudowano na południu Suwalszczyzny Kanał Augustowski, łączący Biebrzę z Niemnem.
Największą potyczką powstania listopadowego na Suwalszczyźnie była bitwa pod Mariampolem, stoczona 22 kwietnia 1831. W Justianowie na Suwalszczyźnie 23 grudnia 1831 zmarła Emilia Plater. W pobliskim Kopciowie znajduje się jej grób. W 1861 na północnym krańcu Suwalszczyzny, w Aleksocie, oraz w sąsiadującym z Suwalszczyzną Kownie miała miejsce Manifestacja Jedności Rzeczypospolitej Obojga Narodów – największa z manifestacji organizowanych dla uczczenia unii w Krewie w 1861. W 1863 stoczono na Suwalszczyźnie kilka bitew powstania styczniowego, w tym zwycięskie pod Jastrzębną, Kadyszem i Gruszkami pod dowództwem Józefa Konstantego Ramotowskiego. W 1870 w ramach represji carskich po powstaniu pozbawiono praw miejskich Lipsk, Bakałarzewo, Filipów, Przerośl, Raczki, Wiżajny, Sopoćkinie, Łoździeje, Simno, Olitę, Wisztyniec, Ludwinów, Sereje, Pilwiszki i Sudargi (po zakończeniu panowania carskiego niektóre miejscowości odzyskały prawa miejskie). W 1897 największymi miastami Suwalszczyzny były Suwałki, Augustów, Kalwaria i Mariampol.

### I wojna światowa i okres międzywojenny

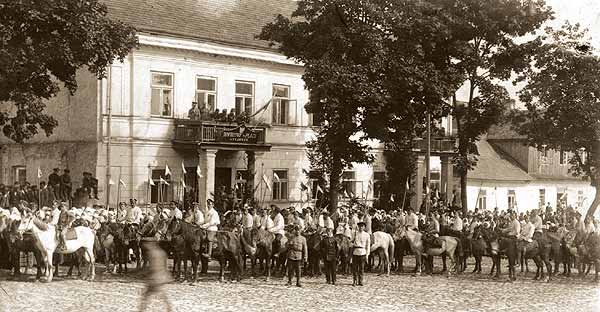
Defilada kawalerii polskiej w Sejnach ok. 1920

W pierwszym roku I wojny światowej na Suwalszczyźnie toczyły się ciężkie walki niemiecko-rosyjskie, w tym operacje w ramach II bitwy nad jeziorami mazurskimi. W wyniku odwrotu armii rosyjskiej latem 1915 cała Suwalszczyzna znalazła się w rękach Niemców pod zarządem Ober-Ost i pozostała pod nim do połowy 1919, nie wchodząc w skład Królestwa Polskiego, powołanego przez Niemcy i Austrię w 1916. Jeszcze przed wycofaniem się Niemców wybuchł spór polsko-litewski o przynależność Suwalszczyzny, prowadzący do walk (m.in. powstanie sejneńskie). W lipcu 1919 Ententa wytyczyła linię demarkacyjną pomiędzy Polską i Litwą, tzw. linię Focha, która po stronie polskiej zostawiała powiaty augustowski i suwalski oraz zachodnią część powiatu sejneńskiego. Od tego czasu datuje się podział na polską i litewską część Suwalszczyzny, zaś linia ta jest obecnie granicą państwową między Litwą a Polską. Po I wojnie światowej Suwalszczyzna odgrywała też rolę marchii w odzyskaniu dla Polski Wileńszczyzny. Polska część Suwalszczyzny administracyjnie przynależała do województwa białostockiego.

### II wojna światowa i okres powojenny
W czasie II wojny światowej była z początku wcielona do Rzeszy. W okolicach Suwałk Niemcy założyli kilka obozów pracy i jenieckich, w których zginęło ponad 45 000 osób – Stalag I/F i Oflag 68 (głównie jeńców sowieckich).
W 1945 Polska utraciła skrawek Suwalszczyzny, zwany dziś Suwalszczyzną Sopoćkińską. W lipcu 1945 Sowieci przeprowadzili na Suwalszczyźnie tzw. obławę augustowską, której celem była likwidacja oddziałów polskiego podziemia niepodległościowego i antykomunistycznego.
Polska część Suwalszczyzny do 1975 przynależała administracyjnie do województwa białostockiego, a następnie do 1998 do województwa suwalskiego.

## Ludność

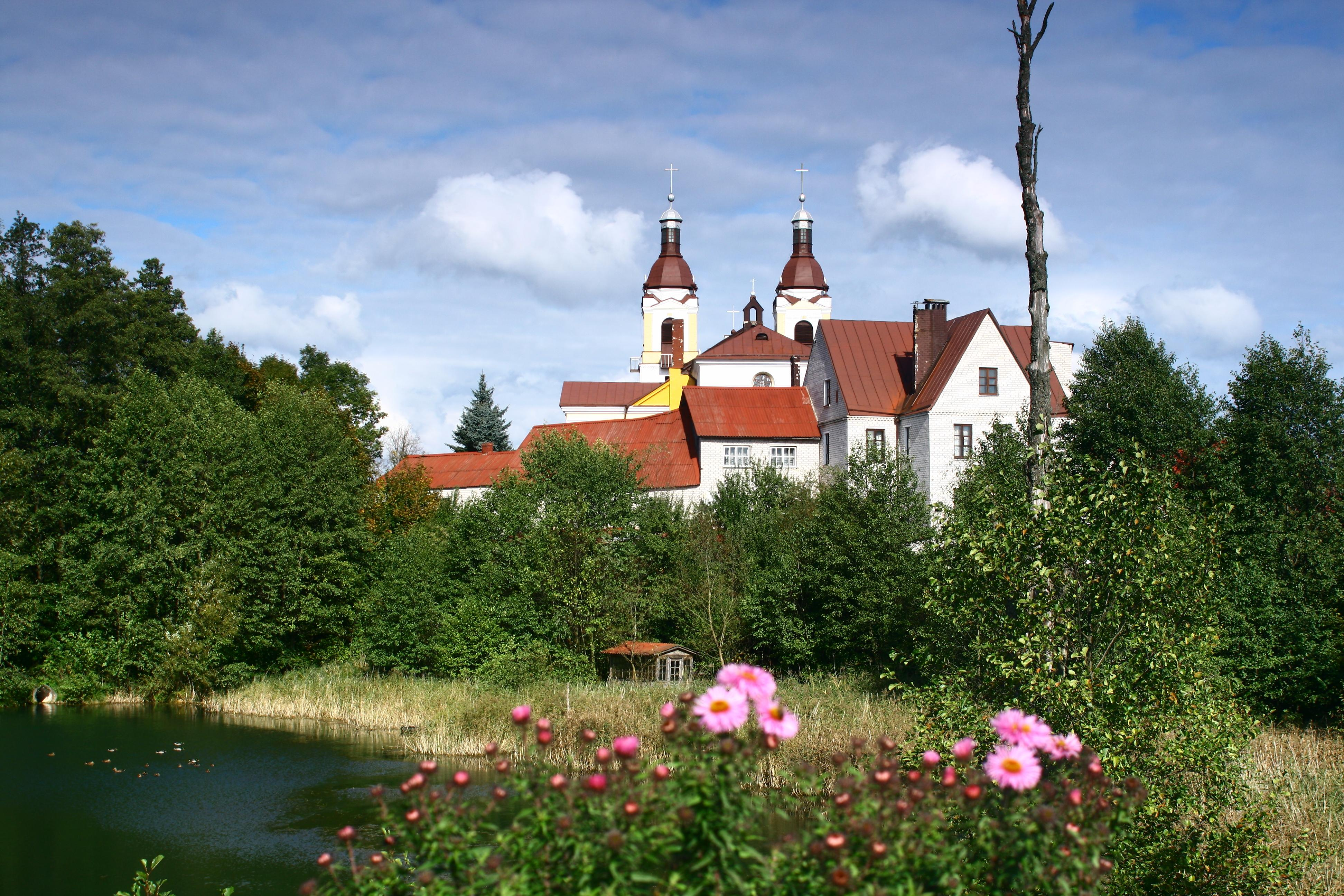
Sopoćkinie – główna miejscowość Suwalszczyzny Sopoćkińskiej

Na Suwalszczyźnie polskiej występują trzy zwarte skupiska mniejszości narodowych: litewskie w rejonie Puńska i Sejn, białoruskie w okolicach Lipska oraz kilka starowierskich wsi potomków dawnych rosyjskich imigrantów (powiat augustowski). Jednak łączny udział mniejszości narodowych w granicach polskiej Suwalszczyzny w 2002 wynosił tylko 3,04%. W języku polskim występuje gwara suwalska.
Na Suwalszczyźnie Sopoćkińskiej (białoruskiej) także zdecydowanie dominują Polacy, natomiast litewską w większości zamieszkują Litwini, a Polacy żyją tu w niewielkiej liczbie, w rozproszeniu. Według danych litewskich z 2011 r. liczba Polaków w największych miastach wynosiła odpowiednio: 384 w Olicie i 117 w Mariampolu.

## Ochrona przyrody w polskiej części

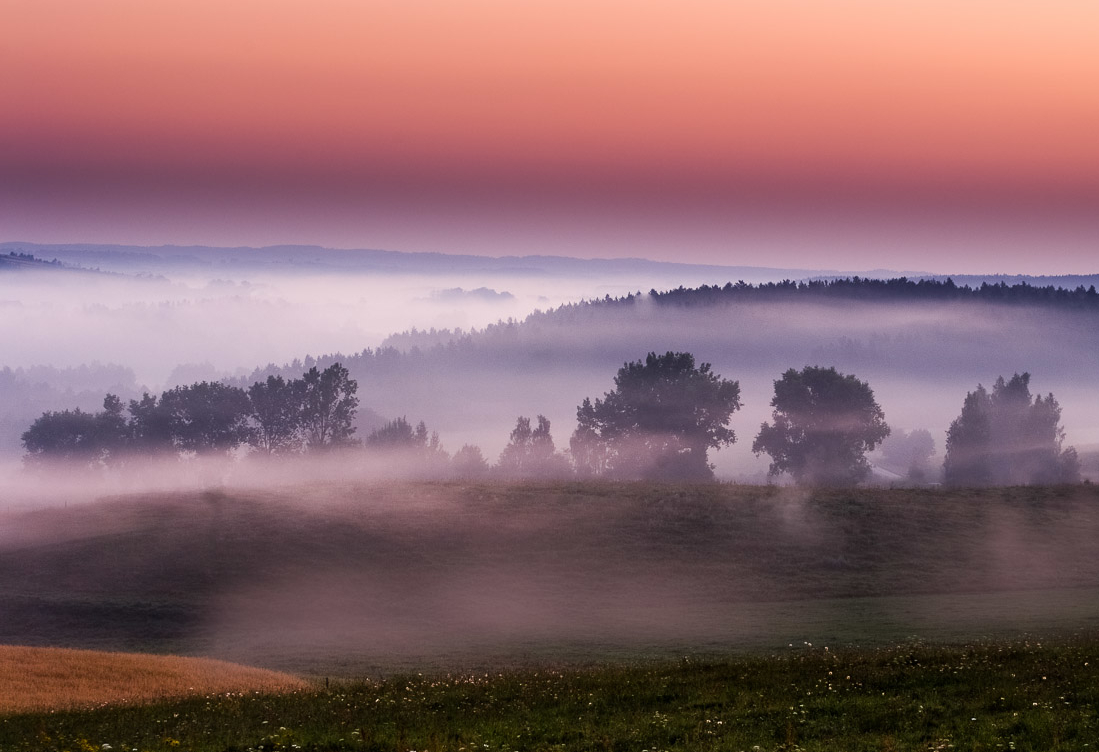
Widok z drogi do Rutki Tartak na Suwalski Park Krajobrazowy

### Parki narodowe i krajobrazowe
- Biebrzański Park Narodowy obejmuje dolinę rzeki Biebrzy, stanowi południową granicę Suwalszczyzny, za którą znajdują się tereny Podlasia i Białostocczyzny. Jest to unikatowy kompleks bagien i torfowisk, w dużej części niedostępnych człowiekowi, zamieszkany przez wiele zagrożonych rodzajów ptactwa i zwierzyny.
- Park Krajobrazowy Puszczy Rominckiej, obejmujący zarówno Puszczę Romincką, jak i jej niewielką otulinę, znajduje się w północno-zachodniej części Suwalszczyzny. Duży kompleks leśny, o urozmaiconej rzeźbie terenu.
- Suwalski Park Krajobrazowy (6,3 tys. ha), zespół jezior (np. Hańcza), lasów, gór oraz rzadkich zjawisk geomorfologicznych (np. Głazowisko Bachanowo). Jest to również teren ciekawy pod względem etnologicznym – zamieszkany do niedawna przez zwarte osadnictwo staroobrzędowców (patrz Wodziłki).
- Wigierski Park Narodowy (15,1 tys. ha) składa się z jeziora Wigry, przepływającej przez nie rzeki Czarnej Hańczy na odcinkach stanowiących wielkie ostoje bobrów oraz okolicznych lasów należących do Puszczy Augustowskiej.

### Rezerwaty przyrody

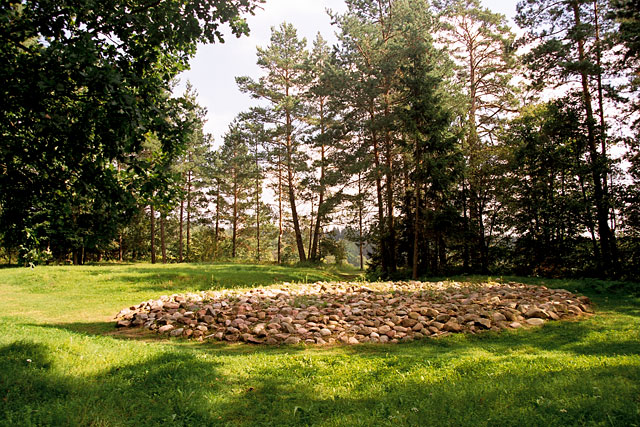
Kurhan z czasów kultury sudowskiej na terenie rezerwatu w okolicy Suwałk

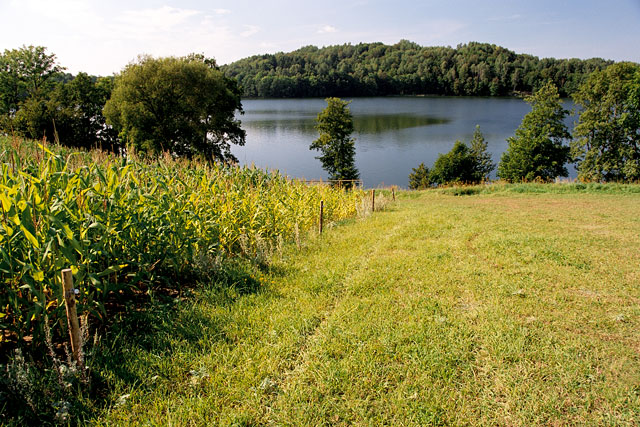
Jezioro Hańcza

Na Suwalszczyźnie znajduje się 21 rezerwatów przyrody: 10 w pow. augustowskim, 6 w pow. sejneńskim, 4 w pow. suwalskim i 1 na terenie Suwałk.
- Bobruczek – ścisły, faunistyczny: ochrona bobra
- Brzozowy Grąd – częściowy, florystyczny: ochrona obuwika pospolitego
- Cmentarzysko Jaćwingów – częściowy, leśno-kulturowy: ochrona zespołu kurhanów
- Głazowisko Bachanowo – częściowy, geologiczno-krajobrazowy: ochrona głazów narzutowych
- Głazowisko Łopuchowskie – częściowy, geologiczno-glebowy: ochrona głazów narzutowych
- Glinki – częściowy, florystyczny: ochrona pióropusznika strusiego
- Jezioro Hańcza – częściowy, wodny: ochrona wartości krajobrazowych jeziora Hańcza
- Jezioro Kalejty – częściowy, krajobrazowy: ochrona wartości przyrodniczych jeziora Kalejty
- Jezioro Kolno – częściowy, faunistyczny: ochrona miejsc lęgowych łabędzia niemego
- Kozi Rynek – częściowy, leśny: ochrona lasów grądowych i łęgowych
- Kukle – częściowy, krajobrazowy: ochrona naturalnych ekosystemów leśnych, bagiennych i wodnych
- Kuriańskie Bagno – częściowy, leśny: ochrona unikalnej geomorfologii oraz naturalnych zbiorowisk leśnych
- Łempis – leśny, częściowy: ochrona naturalnych ekosystemów leśnych, wodnych i torfowiskowych
- Mały Borek – częściowy, leśny: ochrona boru sosnowego
- Ostoja Bobrów Marycha – częściowy, faunistyczny: ochrona bobra
- Perkuć – częściowy, leśny: ochrona boru świerkowo-sosnowego
- Pomorze – częściowy, leśny: ochrona drzewostanu Puszczy Augustowskiej i grodziska
- Ruda – florystyczny: zachowanie wilgotnych łąk i lasu łęgowego w dolinie Rospudy wraz z ich typową florą i fauną
- Stara Ruda – częściowy, krajobrazowy: ochrony źródlisk rzeki Rudawka
- Starożyn – częściowy, leśny: ochrona różnych drzewostanów Puszczy Augustowskiej
- Tobolinka – ścisły, wodny: ochrona jeziora dystroficznego z pływającymi wyspami

## Miasta
| Lp. | Miasto       | Państwo  | Populacja | Powierzchnia | Jednostka administracyjna |
| --- | ------------ | -------- | --------- | ------------ | ------------------------- |
| 1.  | Suwałki      | Polska   | 68 525    | 65,50 km²    | województwo podlaskie     |
| 2.  | Olita        | Litwa    | 51 856    | 48,00 km²    | okręg olicki              |
| 3.  | Mariampol    | Litwa    | 36 807    | 35,00 km²    | okręg mariampolski        |
| 4.  | Augustów     | Polska   | 29 173    | 80,90 km²    | województwo podlaskie     |
| 5.  | Wyłkowyszki  | Litwa    | 10 291    | 7,53 km²     | okręg mariampolski        |
| 6.  | Godlewo      | Litwa    | 10 110    | 3,65 km²     | okręg kowieński           |
| 7.  | Preny        | Litwa    | 8894      | 7,87 km²     | okręg kowieński           |
| 8.  | Kozłowa Ruda | Litwa    | 5507      | 3,93 km²     | okręg mariampolski        |
| 9.  | Szaki        | Litwa    | 5440      | 7,00 km²     | okręg mariampolski        |
| 10. | Sejny        | Polska   | 4943      | 4,49 km²     | województwo podlaskie     |
| 11. | Kalwaria     | Litwa    | 4025      | 5,62 km²     | okręg mariampolski        |
| 12. | Kibarty      | Litwa    | 4015      | 4,65 km²     | okręg mariampolski        |
| 13. | Łoździeje    | Litwa    | 3895      | 4,80 km²     | okręg olicki              |
| 14. | Lipsk        | Polska   | 2091      | 4,98 km²     | województwo podlaskie     |
| 15. | Ażarele      | Litwa    | 1583      | 2,26 km²     | okręg kowieński           |
| 16. | Giełgudyszki | Litwa    | 1522      | 3,58 km²     | okręg mariampolski        |
| 17. | Władysławów  | Litwa    | 1329      | 4,03 km²     | okręg mariampolski        |
| 18. | Simno        | Litwa    | 1192      | 2,08 km²     | okręg olicki              |
| 19. | Wiejsieje    | Litwa    | 1054      | 5,04 km²     | okręg olicki              |
| 20. | Sopoćkinie   | Białoruś | 943       | 3,73 km²     | obwód grodzieński         |
| 21. | Wierzbołów   | Litwa    | 870       | 1,99 km²     | okręg mariampolski        |

### Miasteczka na Litwie
Do dawnych miast (obecnie miasteczek) litewskiej Suwalszczyzny należą:
| Lp. | Miasto      | Populacja | Okręg              |
| --- | ----------- | --------- | ------------------ |
| 1.  | Pilwiszki   | 1992      | okręg mariampolski |
| 2.  | Ludwinów    | 843       | okręg mariampolski |
| 3.  | Gryszkabuda | 769       | okręg mariampolski |
| 4.  | Sereje      | 679       | okręg olicki       |
| 5.  | Syntowty    | 453       | okręg mariampolski |
| 6.  | Bartniki    | 362       | okręg mariampolski |
| 7.  | Wisztyniec  | 304       | okręg mariampolski |
| 8.  | Sapieżyszki | 302       | okręg kowieński    |
| 9.  | Lubowo      | 188       | okręg mariampolski |
| 10. | Sudargi     | 33        | okręg mariampolski |

### Miasta zdegradowane w Polsce
Do dawnych miast polskiej Suwalszczyzny należą:
| Lp. | Miasto      | Populacja | Prawa miejskie | Degradacja |
| --- | ----------- | --------- | -------------- | ---------- |
| 1.  | Raczki      | 2195      | przed 1682 r.  | 1870 r.    |
| 2.  | Filipów     | 2070      | 1570 r.        | 1870 r.    |
| 3.  | Puńsk       | 1352      | 1647 r.        | 1853 r.    |
| 4.  | Krasnopol   | 1149      | 1770 r.        | 1825 r.    |
| 5.  | Sztabin     | 1029      | przed 1760 r.  | 1801 r.    |
| 6.  | Bakałarzewo | 902       | przed 1558 r.  | 1870 r.    |
| 7.  | Przerośl    | 812       | 1576           | 1870 r.    |
| 8.  | Wiżajny     | 740       | 1620 r.        | 1870 r.    |
| 9.  | Jeleniewo   | 649       | około 1785 r.  | 1800 r.    |
| 10. | Szczebra    | 382       | przed 1783 r.  | 1801 r.    |
| 11. | Berżniki    | 198       | 1551 r.        | po 1810 r. |

## Galeria

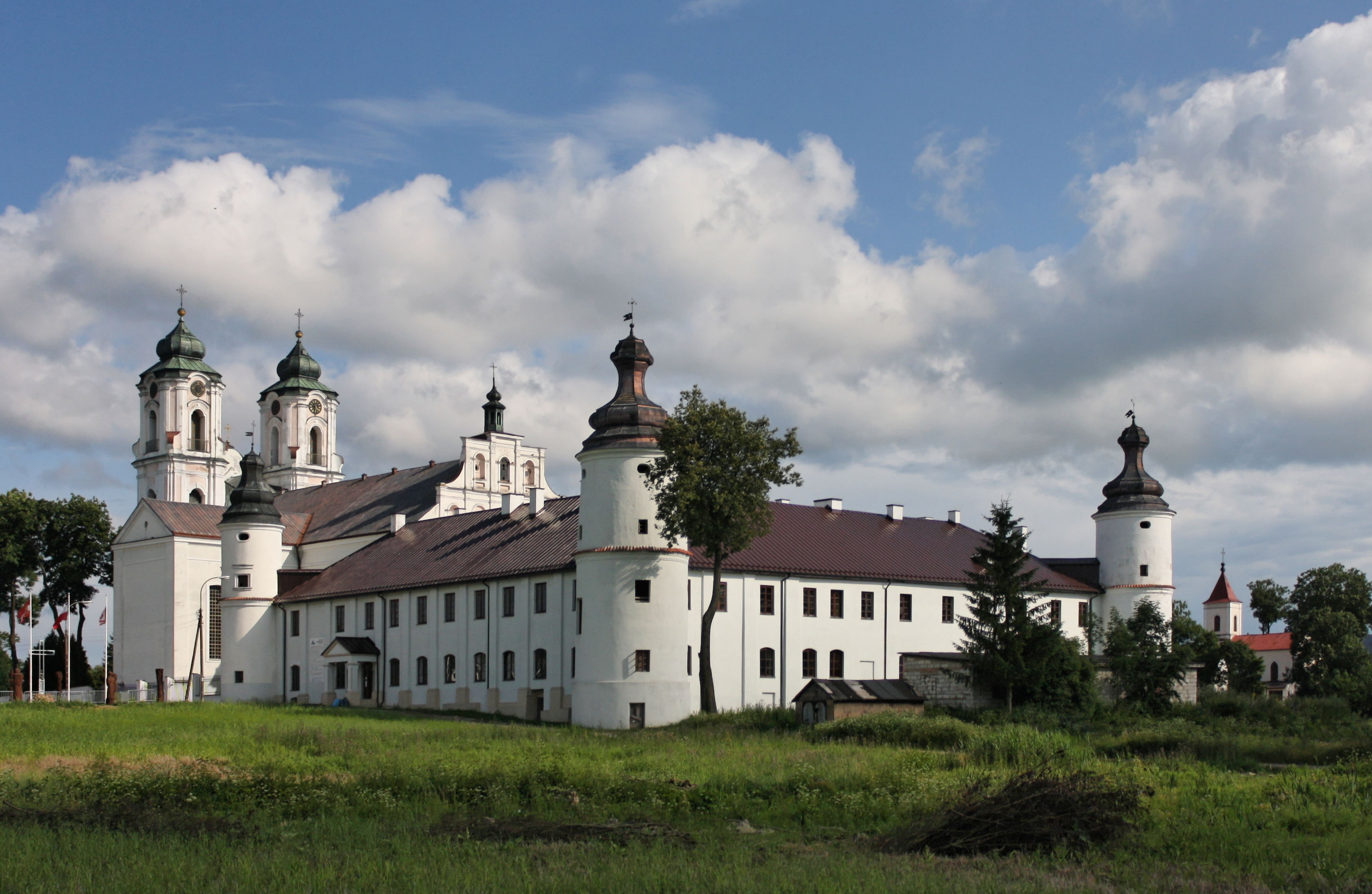
Bazylika Nawiedzenia NMP w Sejnach
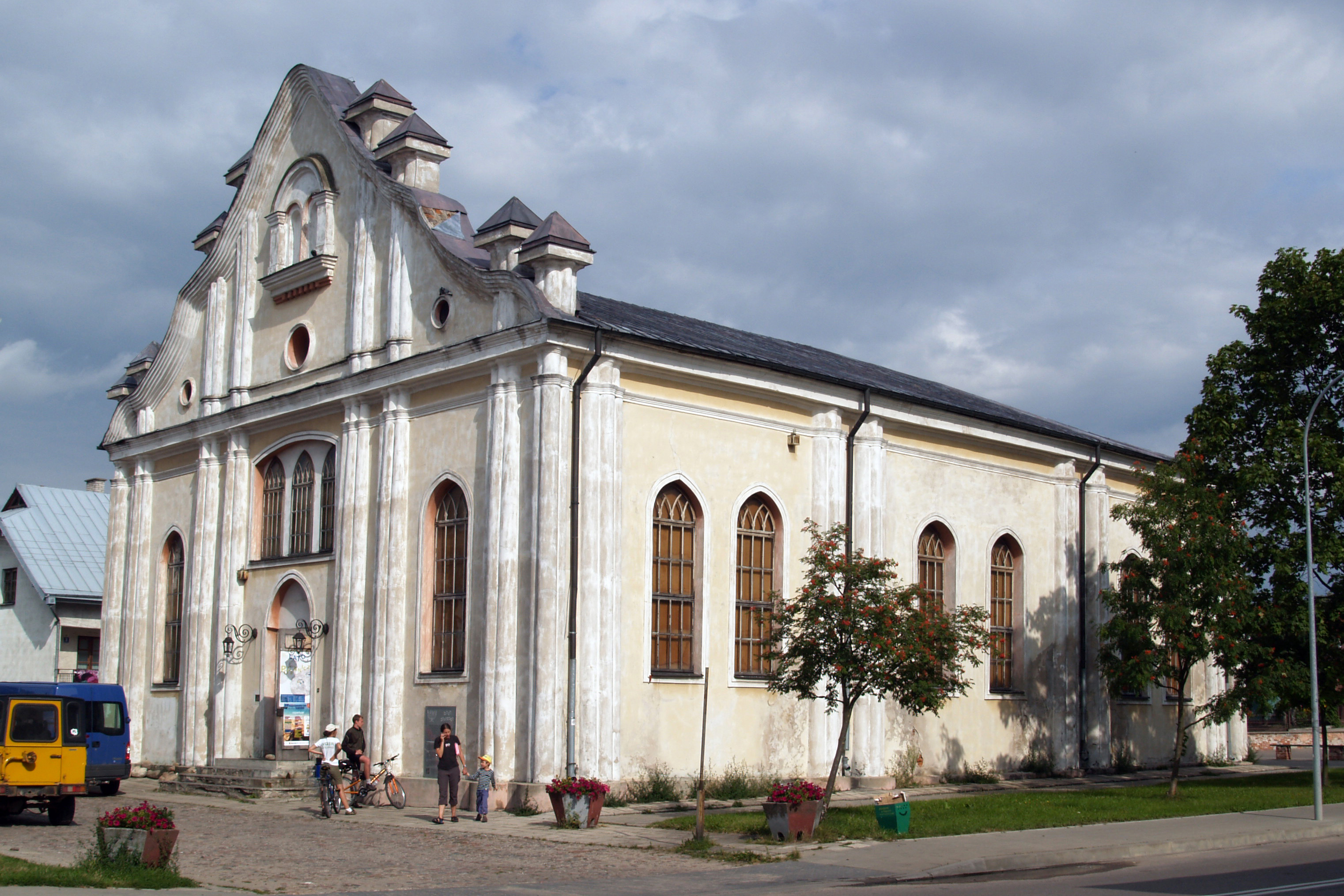
Biała Synagoga w Sejnach
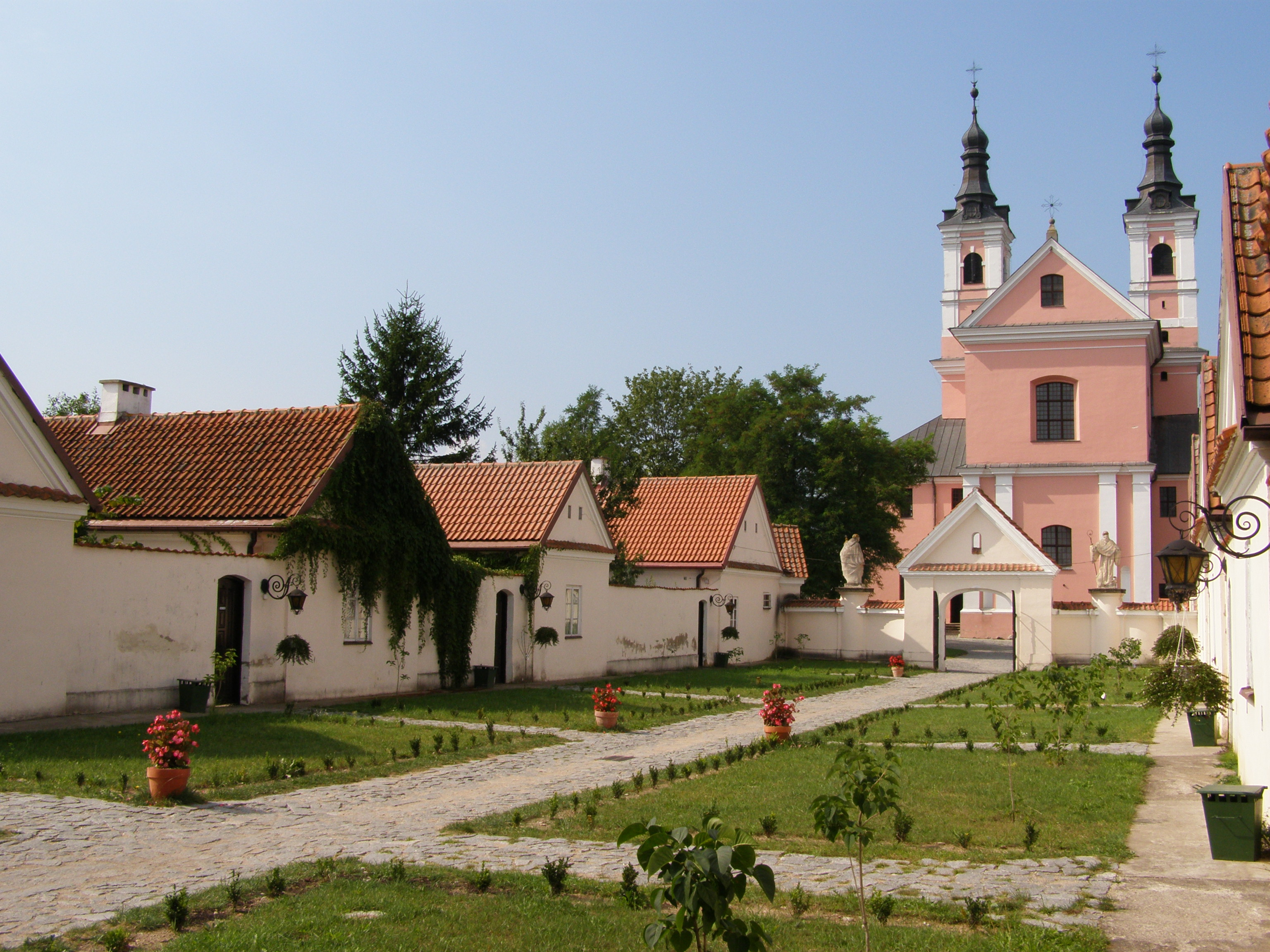
Klasztor kamedułów w Wigrach
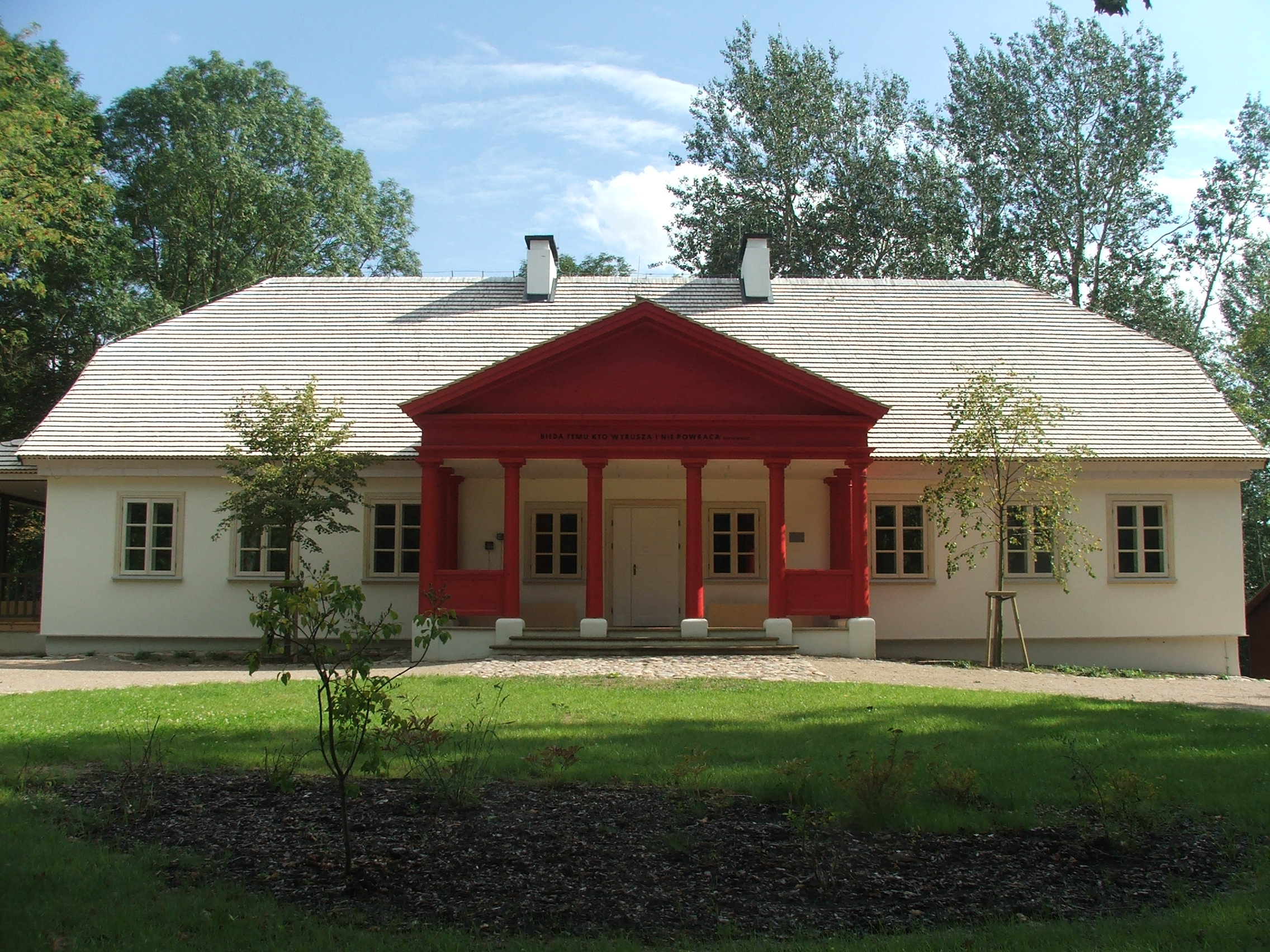
Dwór Eysmonta w Krasnogrudzie
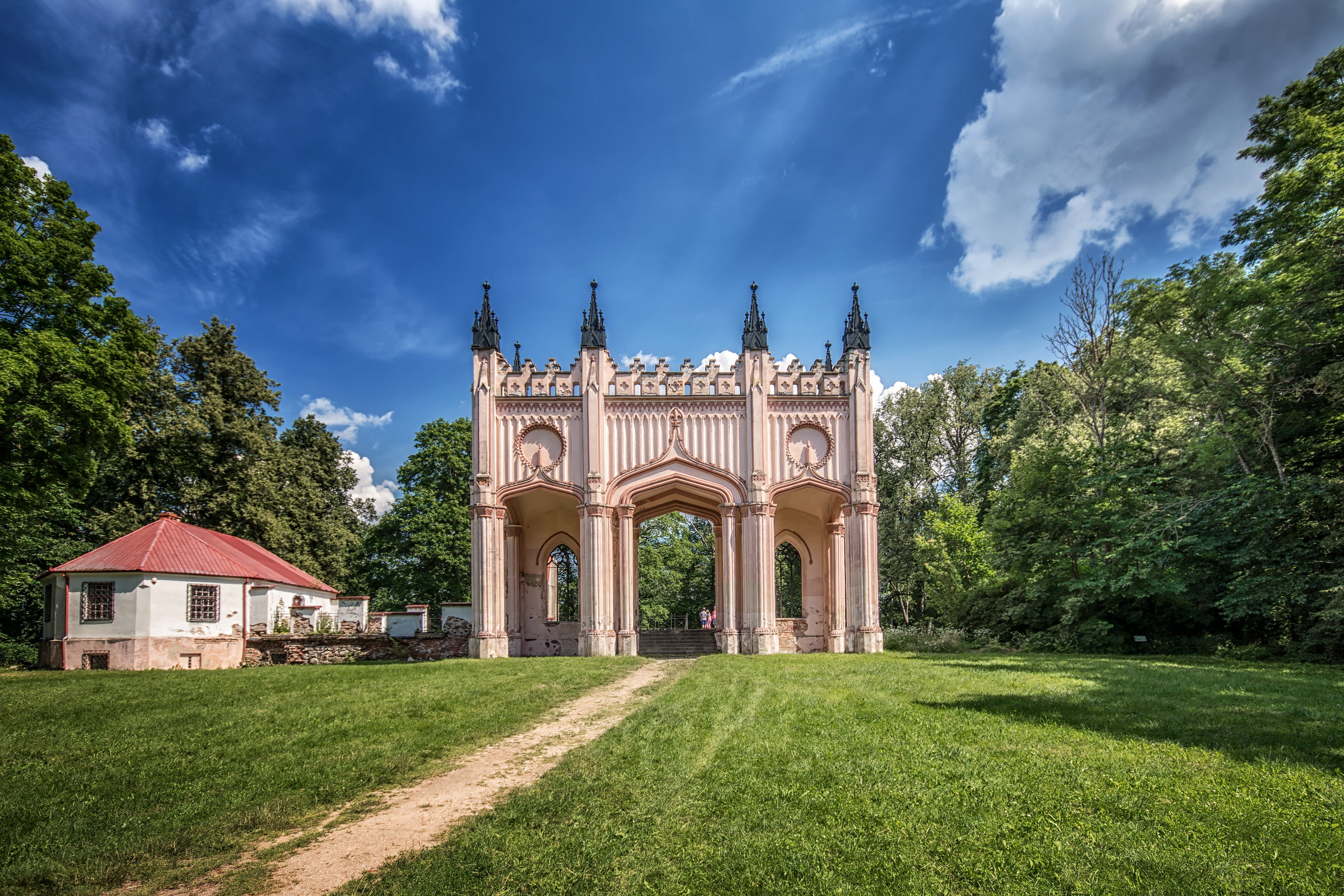
Pozostałości pałacu Paca w Dowspudzie
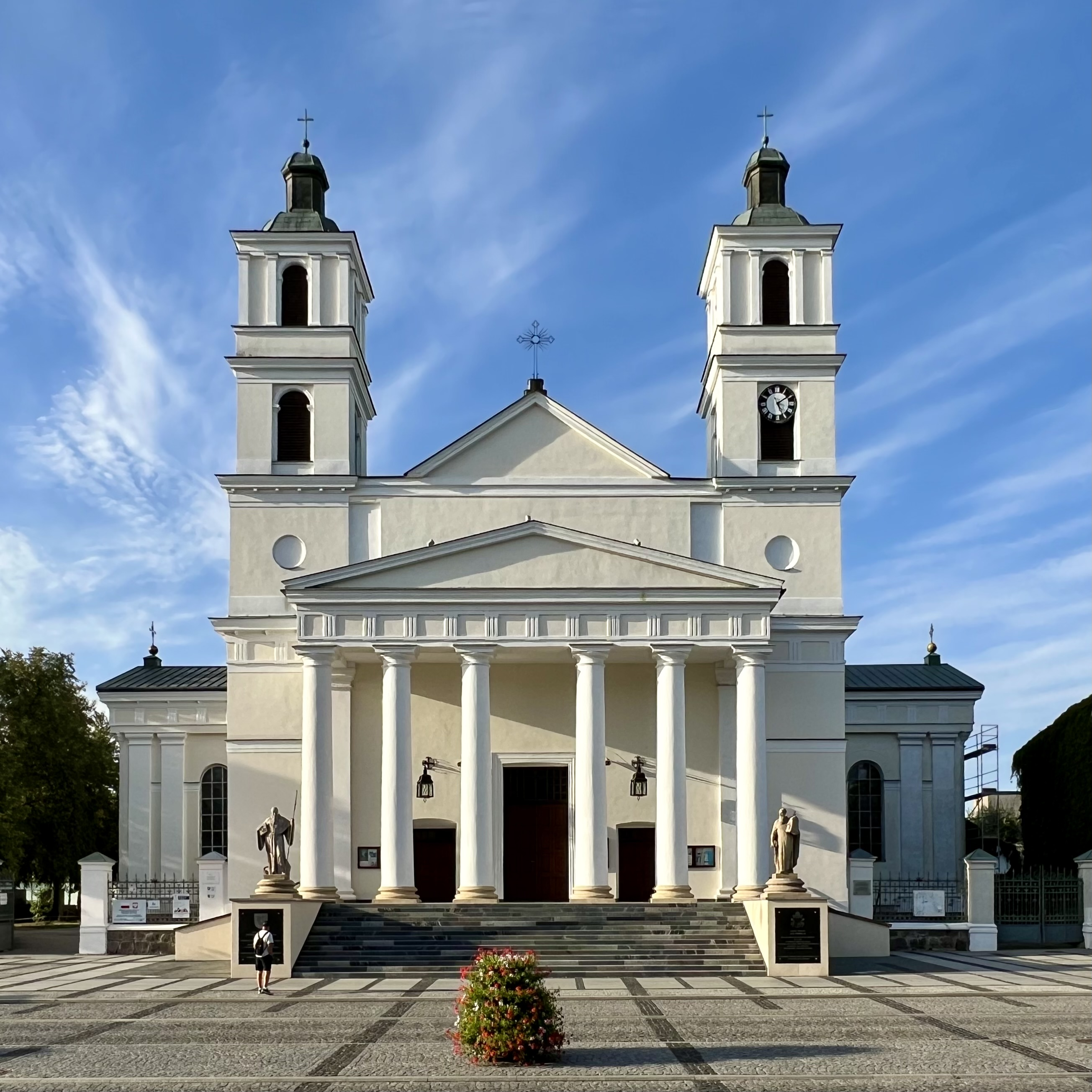
Konkatedra św. Aleksandra w Suwałkach
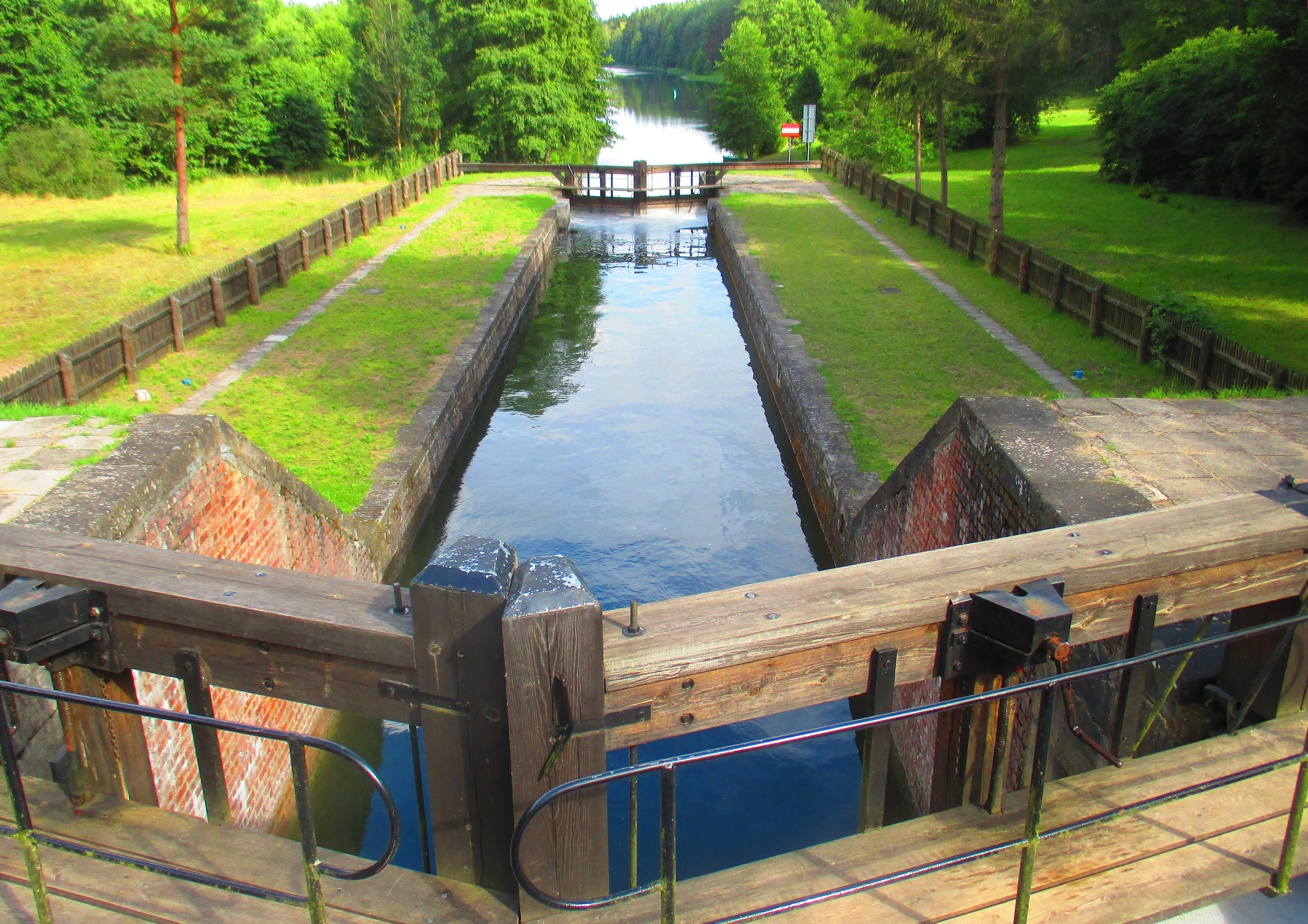
Kanał Augustowski
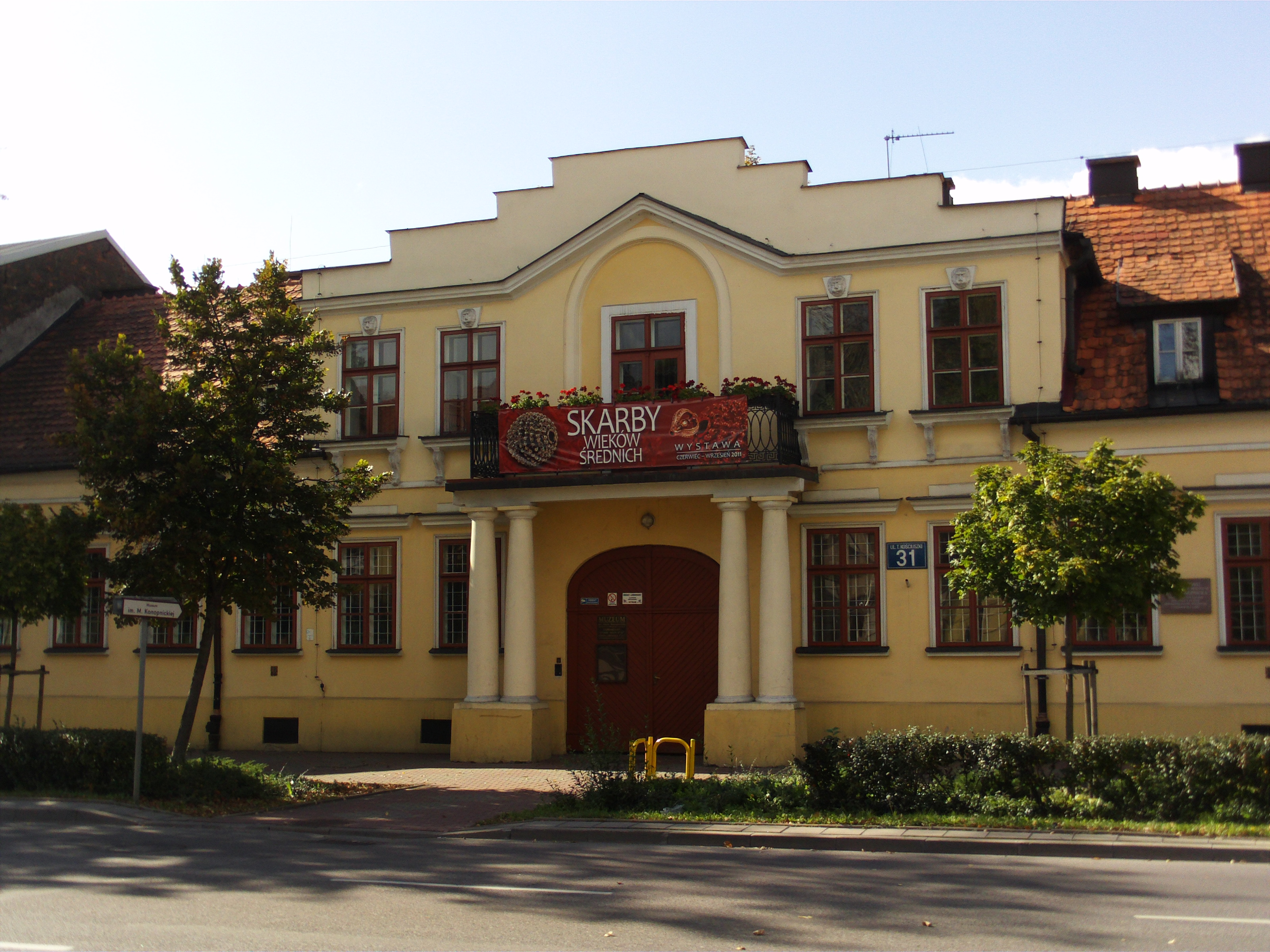
Dom narodzin Marii Konopnickiej w Suwałkach
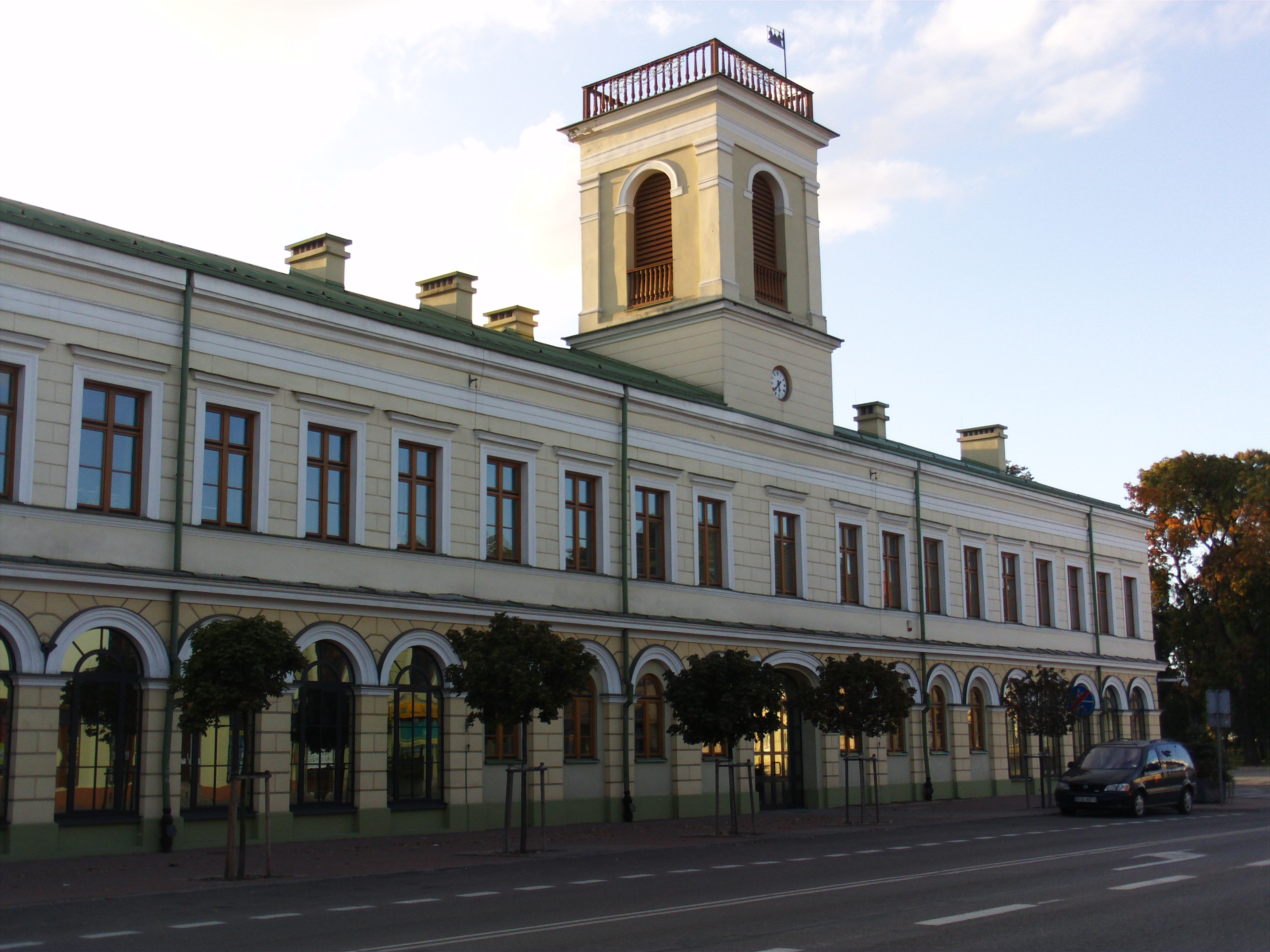
Ratusz w Suwałkach
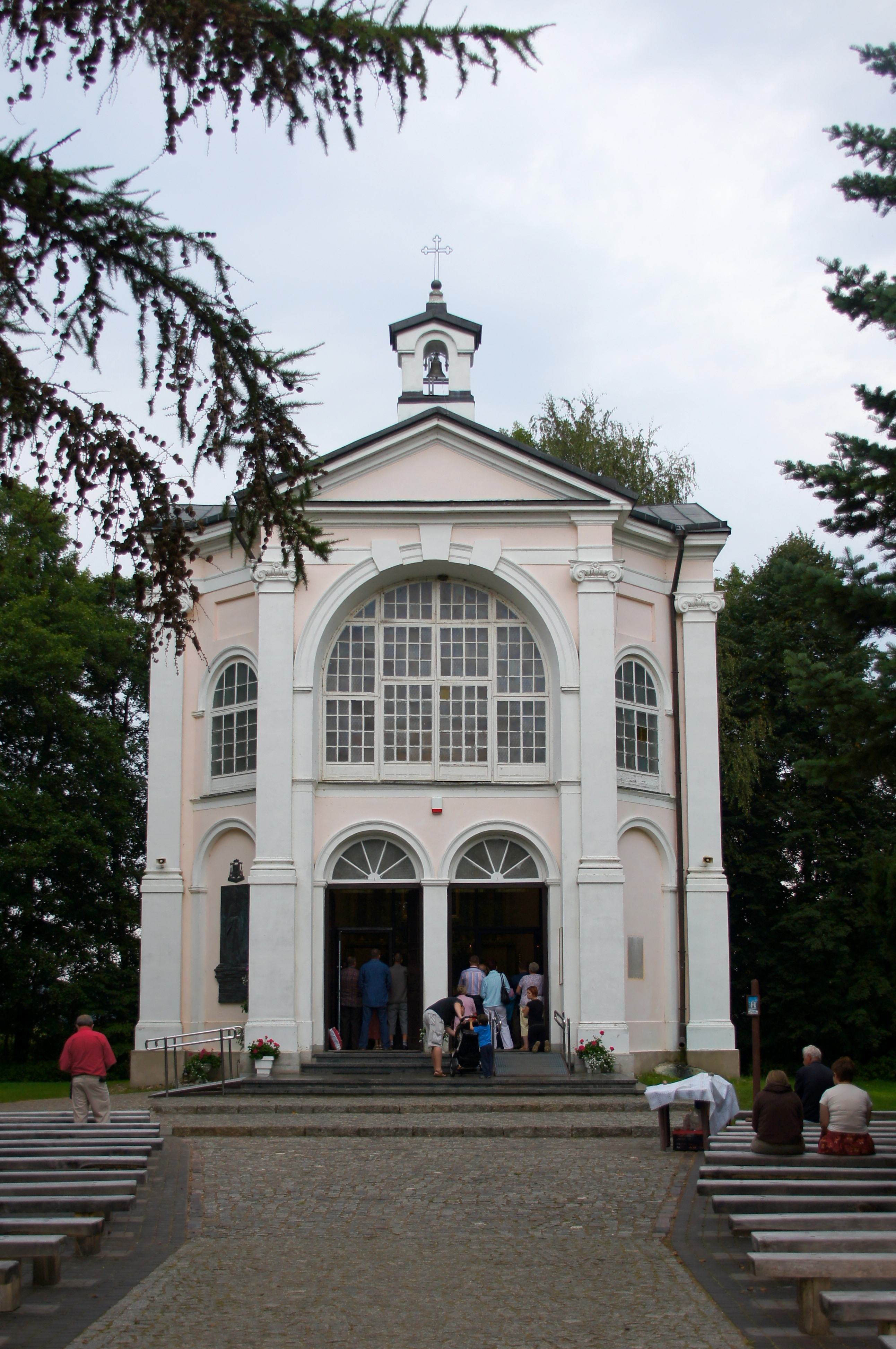
Koplica NMP
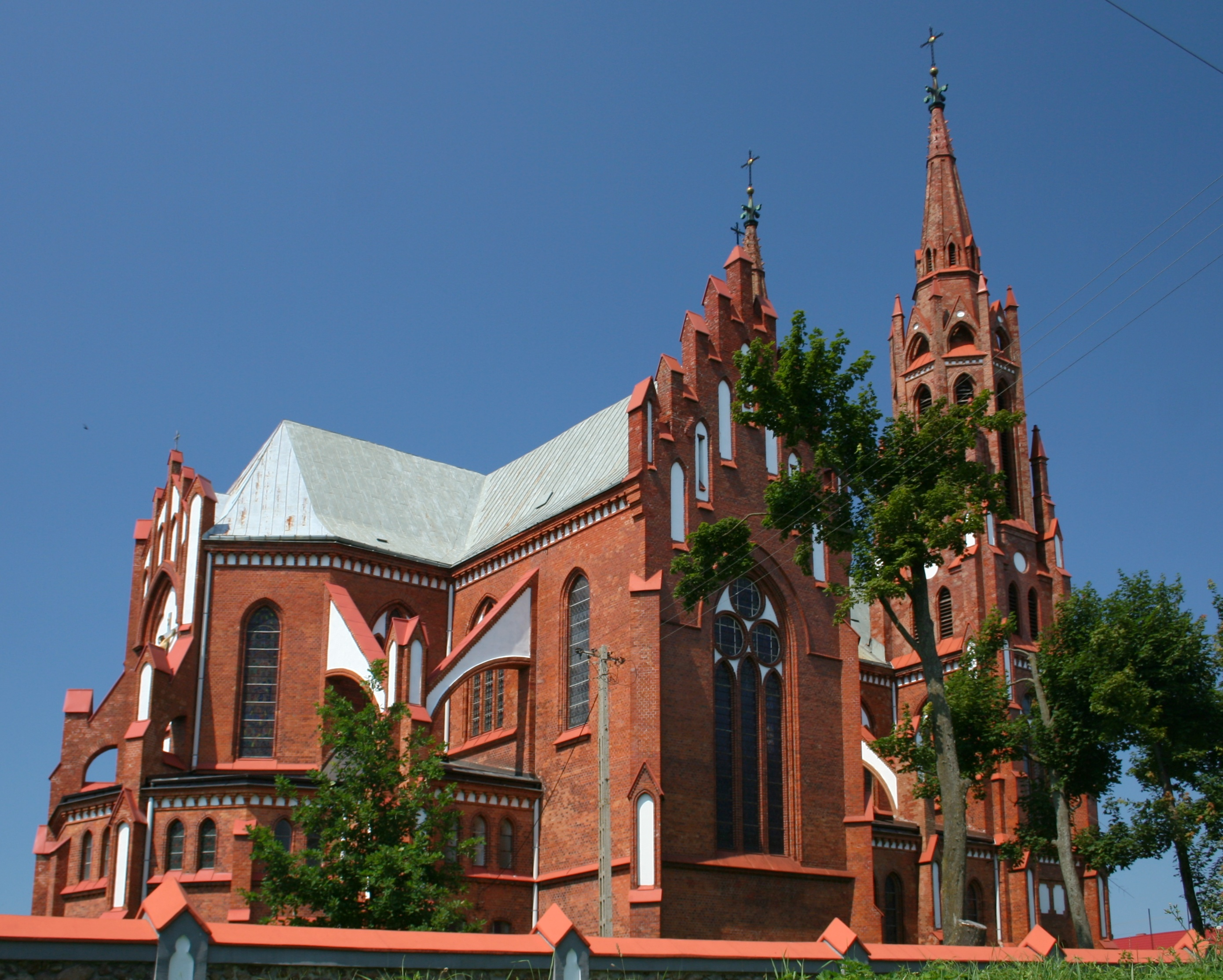
Kościół Matki Bożej Anielskiej w Lipsku
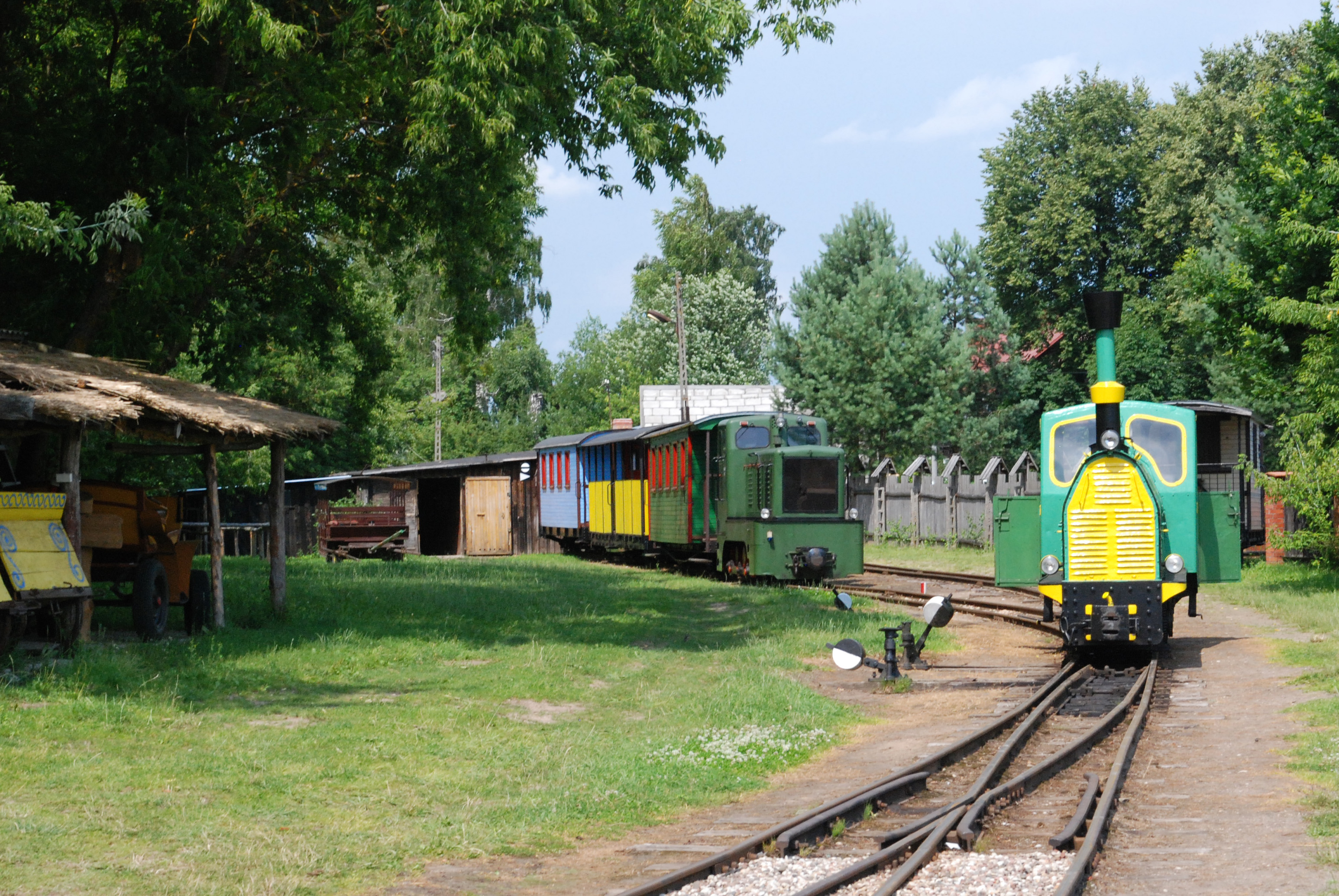
Wigierska Kolej Wąskotorowa w Płocicznie-Tartaku
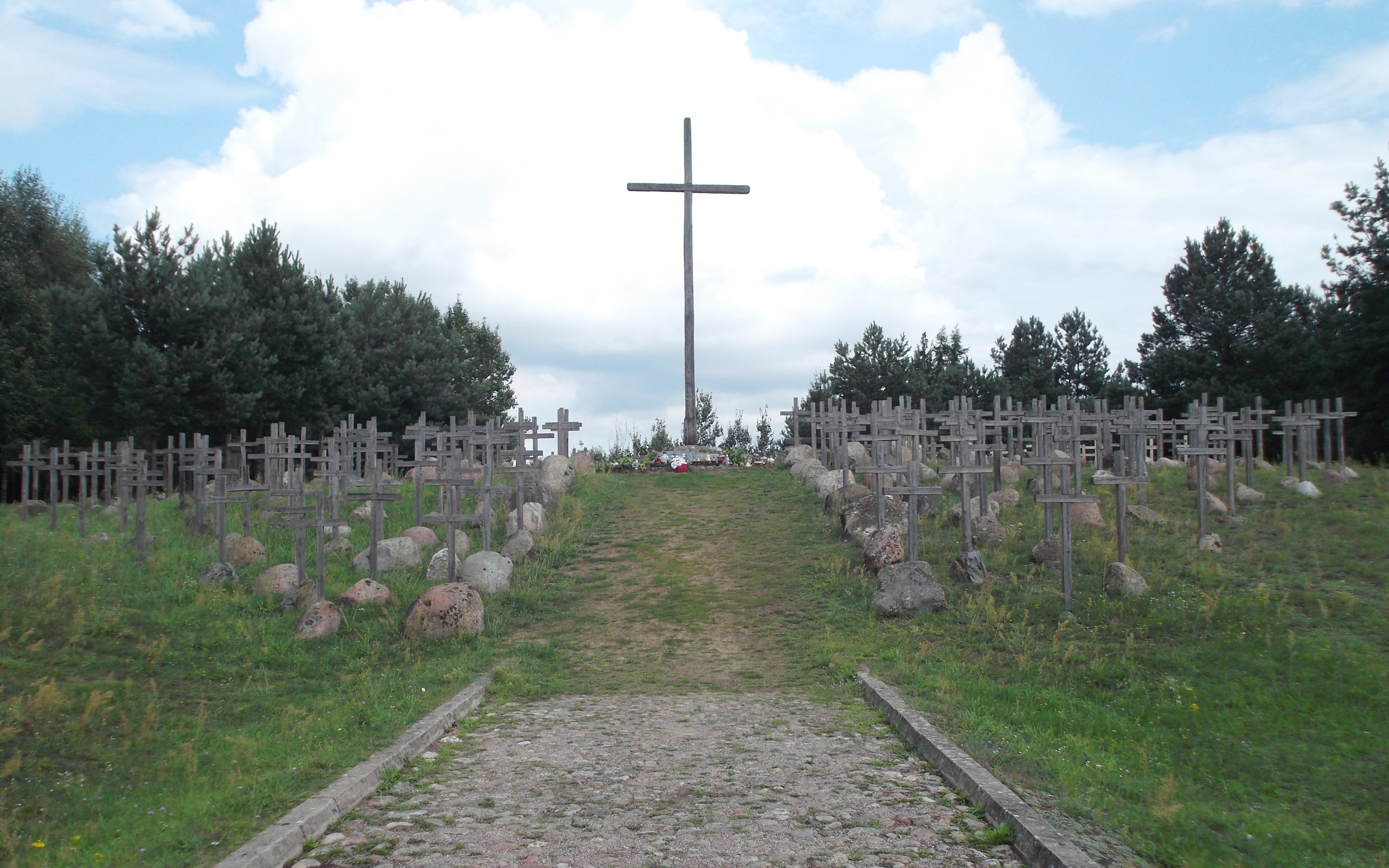
Pomnik ofiar obławy augustowskiej w Gibach
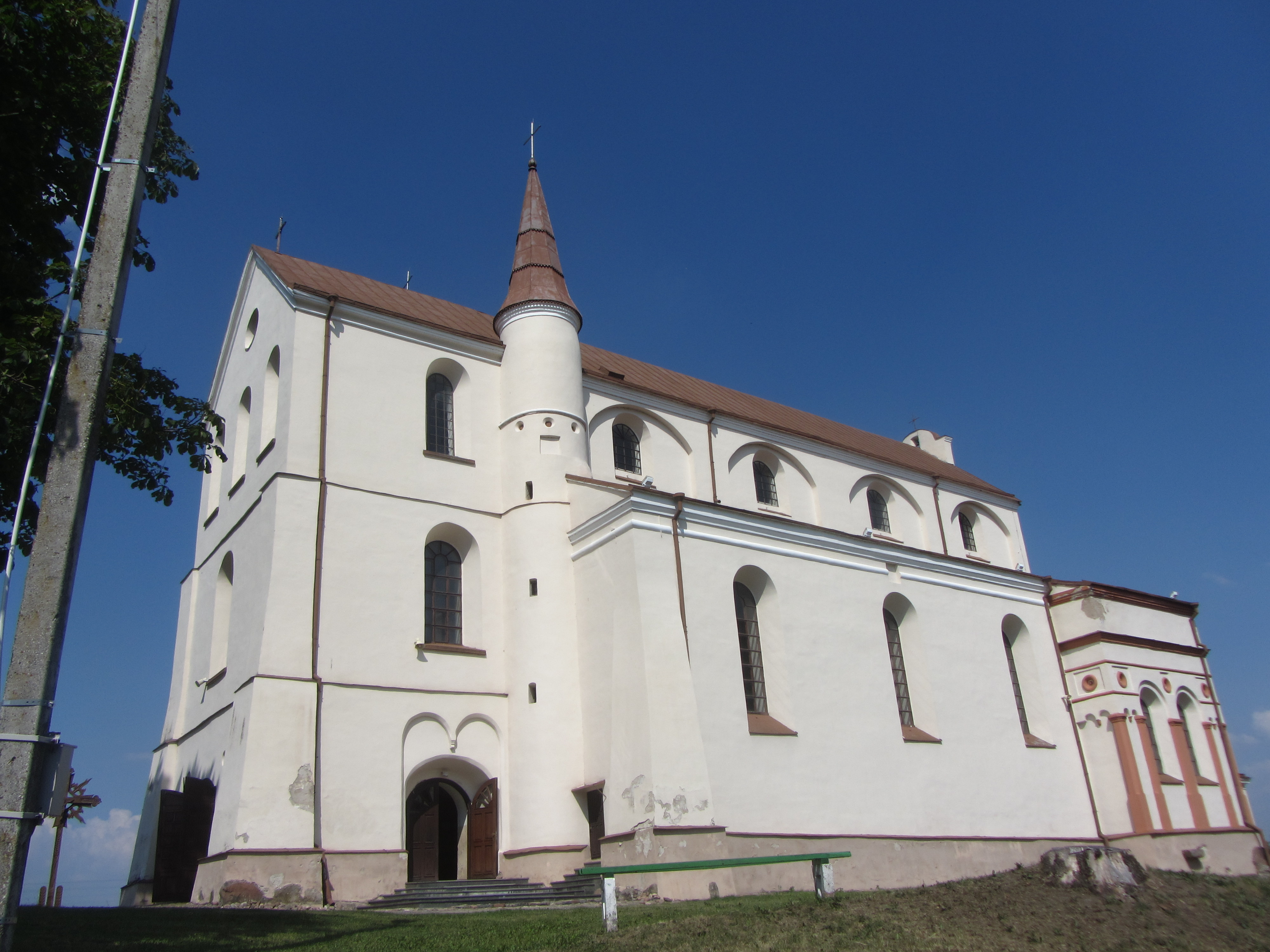
Kościół Wniebowzięcia NMP w Simnie
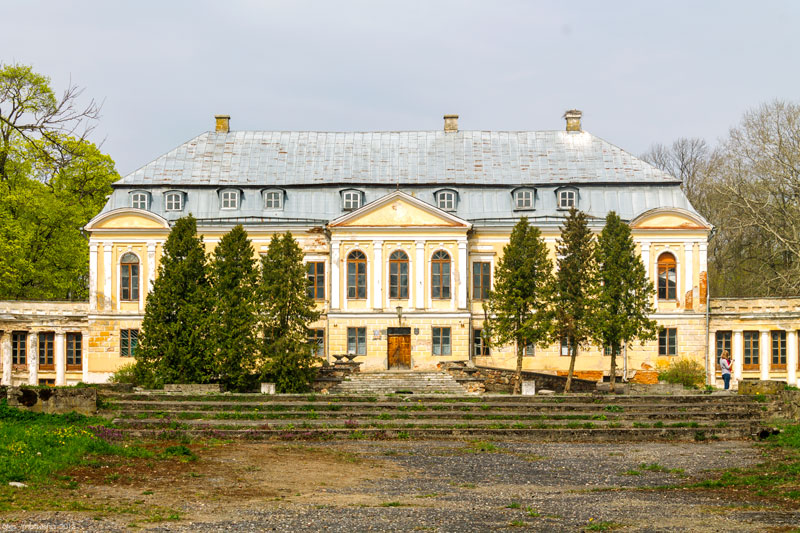
Pałac Wołłowiczów w Świacku
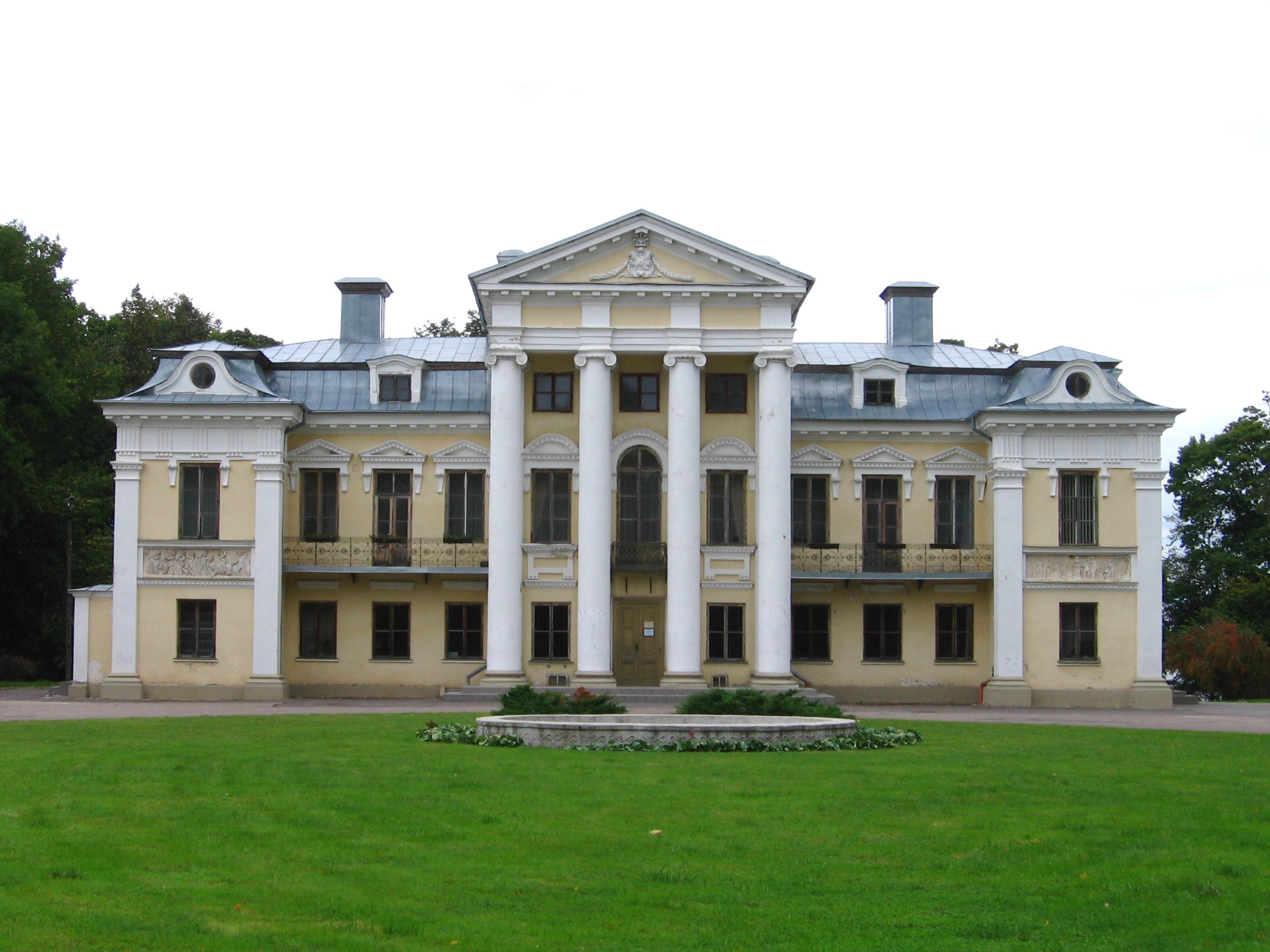
Pałac Zabiełły w Pojeziorach
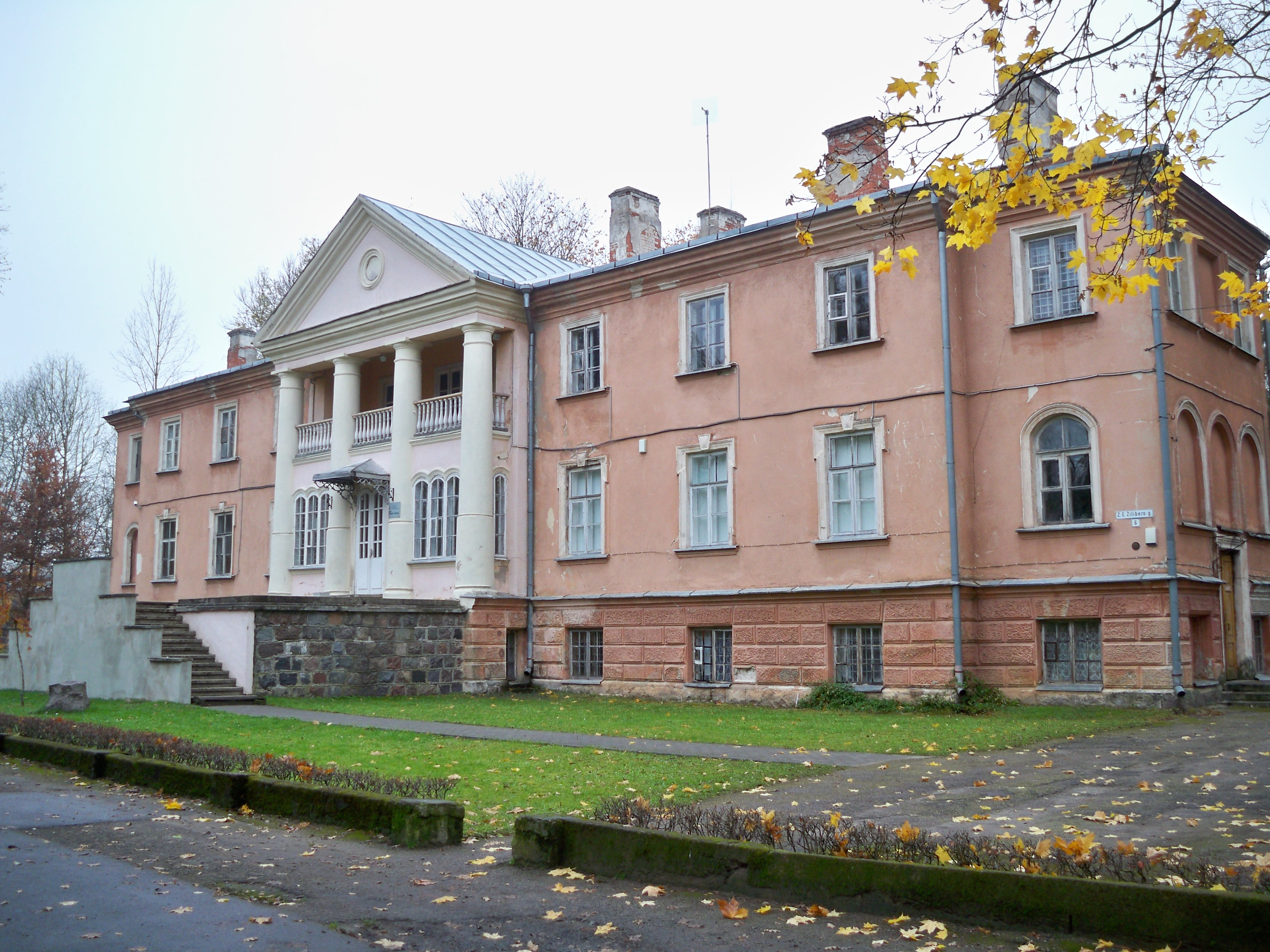
Pałac Godlewskiego we Fredzie
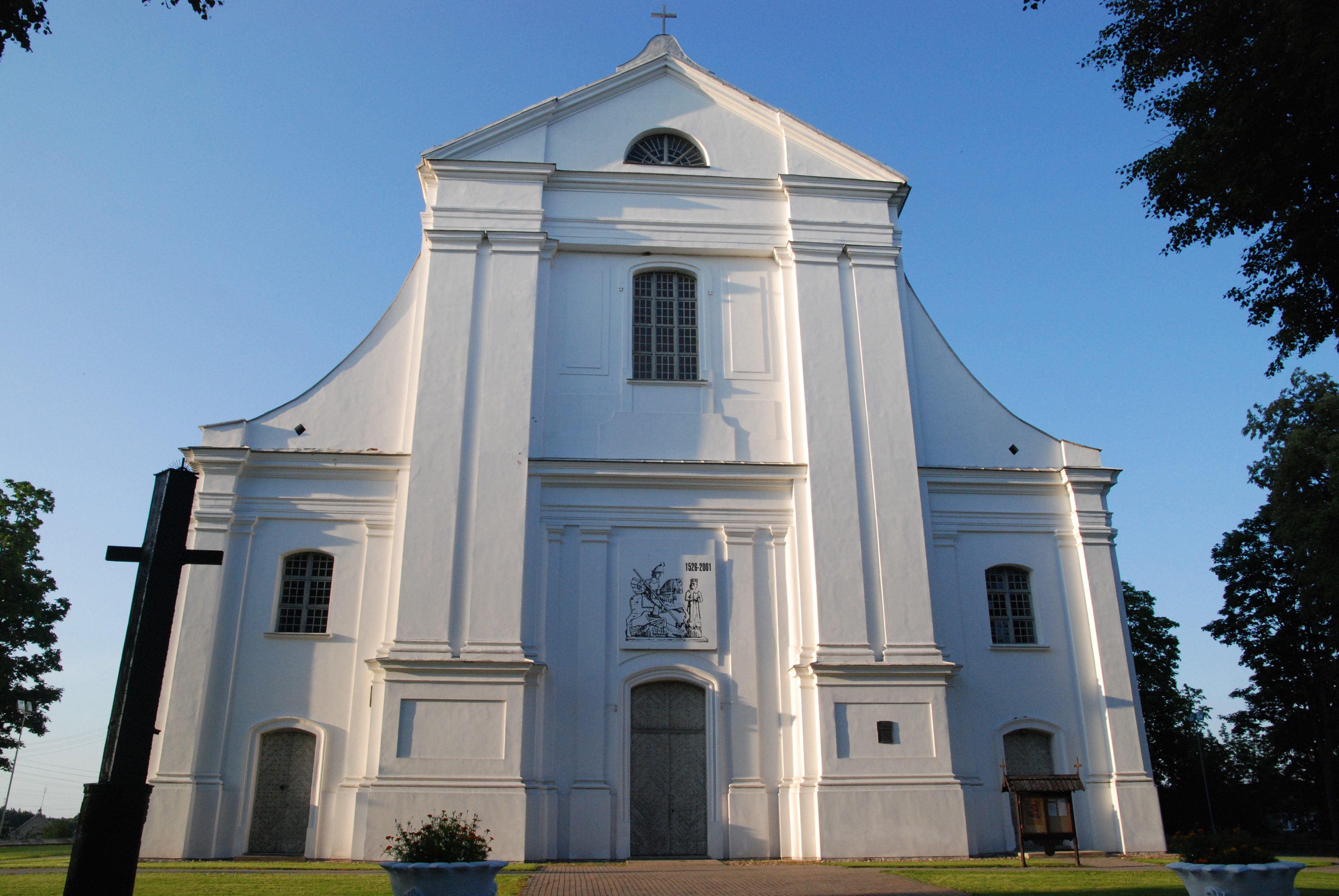
Kościół św. Jerzego w Wiejsiejach
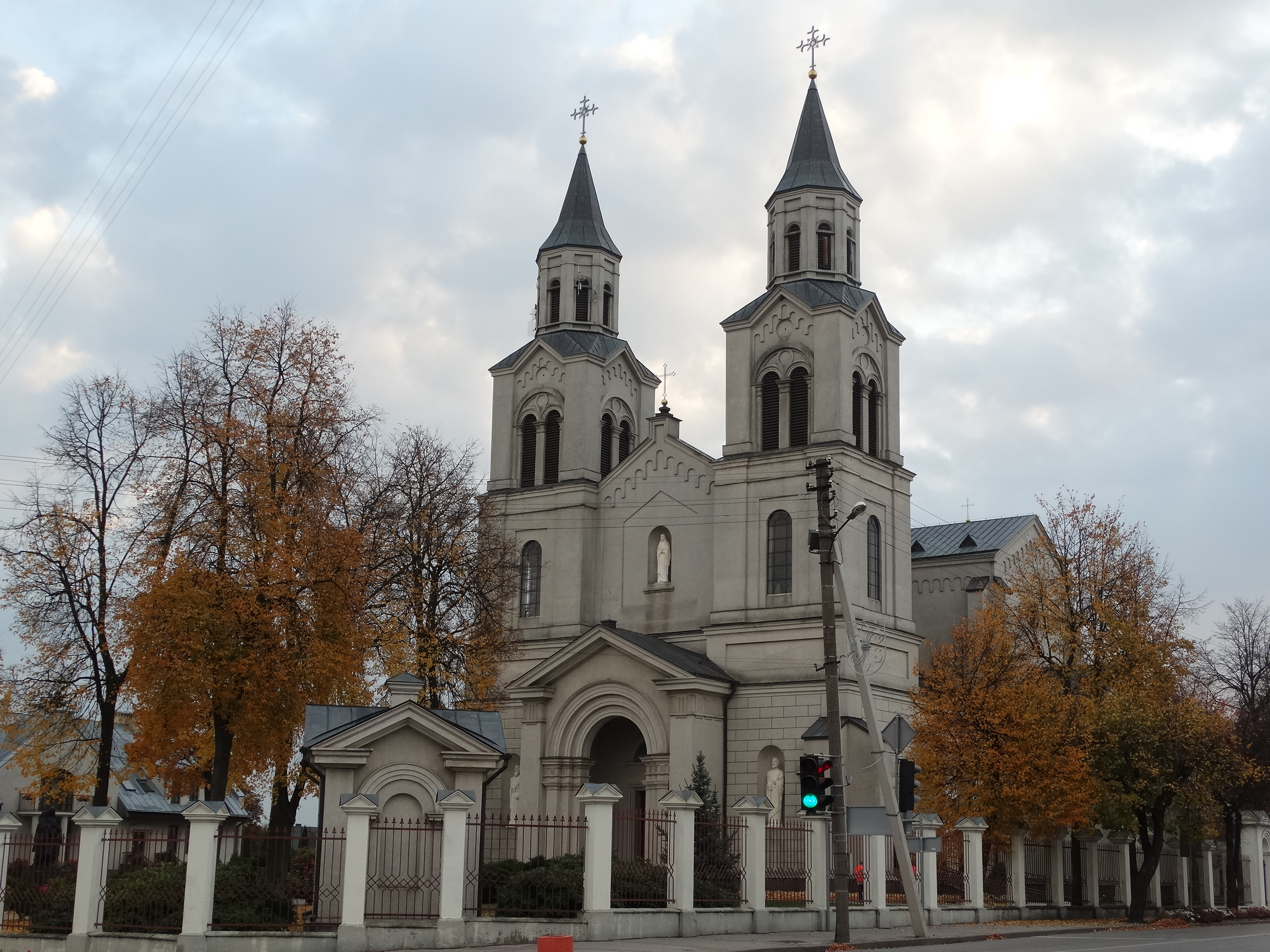
Katedra NMP w Wyłkowyszkach